# Totes Gebirge
Das Tote Gebirge ist eine Gebirgsgruppe der Nördlichen Kalkalpen in der nördlichen Steiermark und im südlichen Oberösterreich. Es erreicht seinen höchsten Punkt im Großen Priel mit 2515 m ü. A. Das stark verkarstete Gebirge besteht vorwiegend aus Dachsteinkalk und gilt flächenmäßig als das größte Kalkkarstgebiet Mitteleuropas. Das Gebiet entwässert größtenteils unterirdisch und ist von mehreren großen Höhlen durchzogen, darunter die längste Höhle Österreichs, das Schönberg-Höhlensystem mit über 155 Kilometern Länge. Durch Alpenvereinshütten, ein großes Wegenetz und mehrere Wintersportgebiete ist das Tote Gebirge für den Tourismus erschlossen. Der Name leitet sich von der Wasserlosigkeit durch das Fehlen von Quellen oder oberirdischen Gerinnen und weitgehender Pflanzenarmut des Zentralplateaus ab.

## Geographie

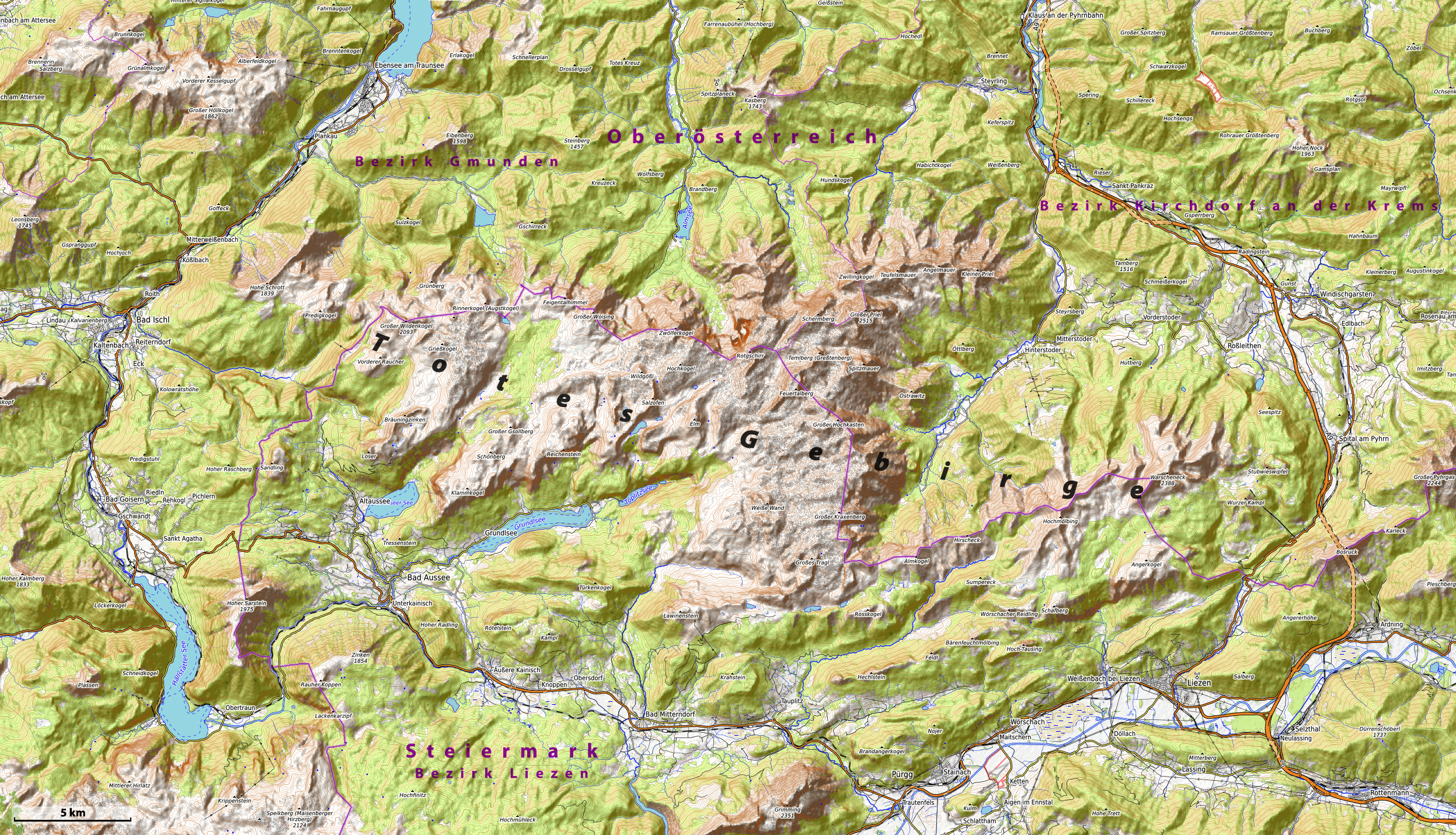
Topografische Karte des Toten Gebirges

Das Tote Gebirge hat eine maximale Ausdehnung zwischen Bad Ischl im Westen und dem Pyhrnpass im Osten von 55 und von Nord nach Süd von 28 Kilometern; es umfasst eine Gesamtfläche von etwa 1125 km² mit einer Grenzlänge von 153 km. Das Tote Gebirge ist flächenmäßig das größte Kalkkarstgebiet Mitteleuropas.
Die Begrenzung verläuft vom Steinkogel bei Ebensee die Traun entlang über Bad Ischl nach Bad Goisern, über die Pötschenhöhe nach Bad Aussee, weiter über das Hinterbergtal und durch die Schlucht von Untergrimming zur Enns. Diese bildet die Grenze bis Liezen. Von dort verläuft die Ostgrenze über den Pyhrnpass bis zur Teichl und deren Einmündung in die Steyr. Die Nordgrenze ergibt sich aus der Linie Steyrbrücke – Ödseen – Almsee – Offensee und Steinkogel bei Ebensee. Politisch ist das Gebiet auf die Bezirke Gmunden, Kirchdorf an der Krems und Liezen aufgeteilt.

### Verkehr
Im Nordosten verläuft im Steyr- und im Teichtal die Pyhrn Autobahn (A 9), und das Tote Gebirge ist über die Anschlüsse bei Roßleithen und Spital am Pyhrn erschlossen. Parallel zur A 9 verlaufen die Pyhrnpass Straße und die Pyhrnbahn. Im Westen und Südwesten verläuft von Ebensee bis nach Trautenfels die Salzkammergutstraße, die dort in die Ennstal Straße mündet und bis nach Liezen führt. Die Salzkammergutbahn verläuft weitgehend parallel zur Salzkammergutstraße und mündet bei Stainach-Irdning in die Ennstalbahn, die bis Liezen führt. Mehrere Mautstraßen führen vom Tal auf das Plateau, von Altaussee die Loser-Panoramastraße bis auf 1600 m Höhe in die Nähe des Augstsees, von Bad Mitterndorf die Tauplitz Alpenstraße auf die Tauplitzalm und von Hinterstoder die Höss Mautstraße auf die Hutterer Böden.

### Gliederung und Gipfel
Die Hauptmasse des Gebirges wird in drei Gruppen unterteilt. Im Westen befindet sich die Schönberggruppe, die durch eine geologisch bedingte tiefe Einbruchsfurche von der zentralen Prielgruppe getrennt ist. Diese als Wildenseelinie bezeichnete tektonische Störung verläuft vom Altausseer See über den Hochklapfsattel zum Wildensee und weiter über den Rinnerboden zum Offensee. Im Osten wird die Warscheneckgruppe ebenfalls durch eine tektonische Störung, die sogenannte Salzsteiglinie, von der Prielgruppe getrennt. Diese verläuft von der Tauplitzalm über das Salzsteigjoch durch das Stodertal.
Durch markierte Wege erschlossene Gipfel des Toten Gebirges (Auswahl):
| Gipfel         | Höhe |
| -------------- | ---- |
| Schönberg      | 2093 |
| Rinnerkogel    | 2012 |
| Bräuningzinken | 1899 |
| Hohe Schrott   | 1839 |
| Loser          | 1837 |

| Gipfel       | Höhe |
| ------------ | ---- |
| Großer Priel | 2515 |
| Spitzmauer   | 2446 |
| Schermberg   | 2396 |
| Rotgschirr   | 2270 |
| Großes Tragl | 2179 |

| Gipfel      | Höhe |
| ----------- | ---- |
| Warscheneck | 2388 |
| Hochmölbing | 2336 |
| Almkogel    | 2116 |
| Angerkogel  | 2114 |
| Rote Wand   | 1872 |

### Topologie

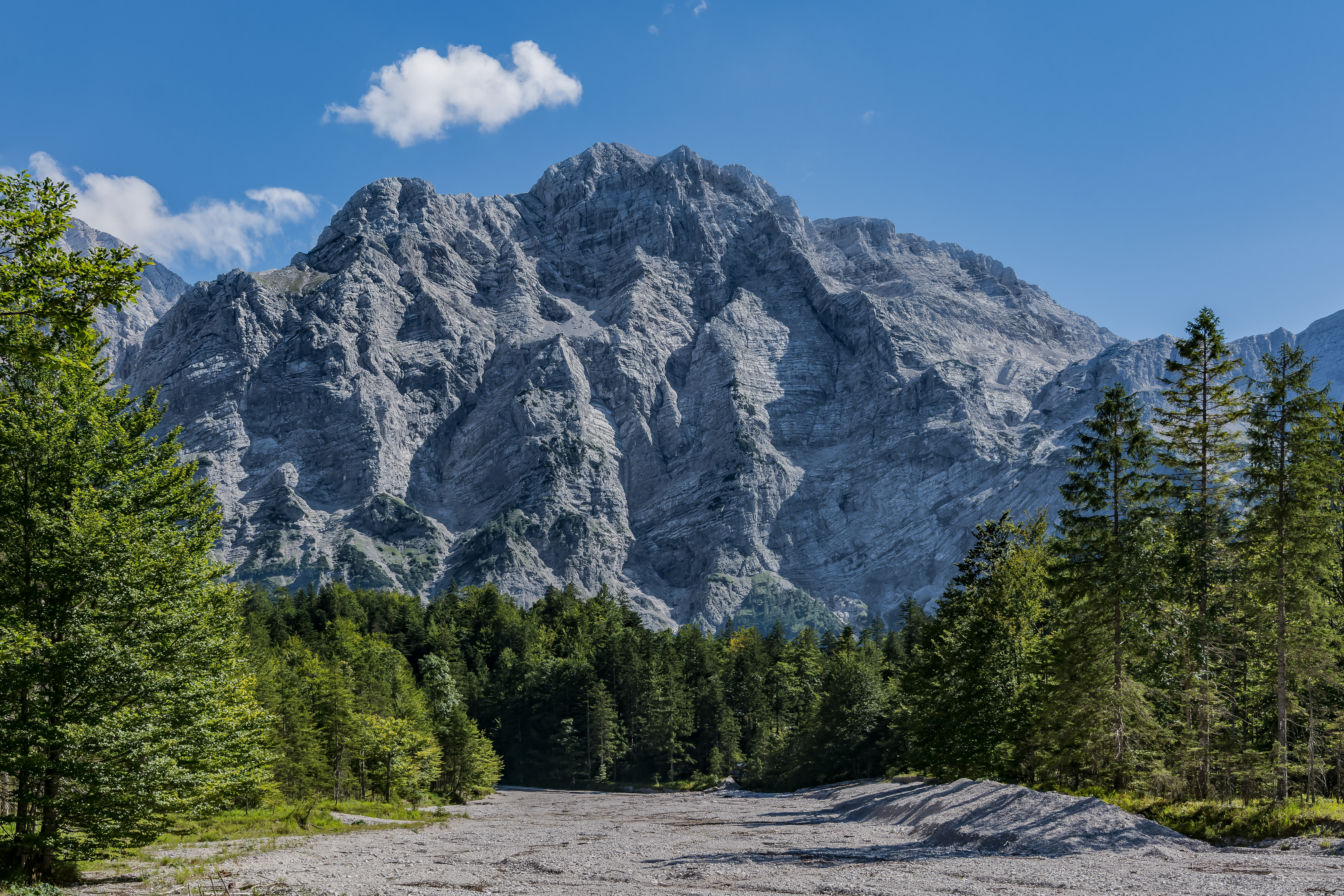
Die 1400 m hohe Schermbergnordwand, Prielgruppe

Typisch für das Tote Gebirge ist das riesige Kalkkarst-Plateau mit Hochgebirgs- und auch Mittelgebirgscharakter. Das Gebirge steigt im Westen steil vom Trauntal von etwa 500 m ü. A. zum Gipfel des Schrottkamms (1839 m ü. A.) auf und setzt sich nach Osten plateauartig fort. Die Nordabstürze sind sehr steil, felsig und überschreiten im Schönberg erstmals 2000 m ü. A. Die Gipfel des Nordrands werden nach Osten höher und die Wandhöhen erreichen bei der Almtaler Sonnenuhr bereits mehr als 1000 Meter. Der nach Norden verlaufende Hetzaukamm trennt die Täler In der Röll und Hetzau voneinander. Den Talschluss der Hetzau bildet die zentrale Prielgruppe mit den drei höchsten Erhebungen des Toten Gebirges: Großer Priel 2515 m ü. A., Spitzmauer 2446 m ü. A. und Schermberg 2396 m ü. A. Die Nordwand des Schermbergs ist mit 1400 m nach der Watzmann-Ostwand die zweithöchste Wand der Ostalpen. Der Große Priel entsendet nach Osten den Prielkamm, der mit dem Kleinen Priel 2136 m ü. A. endet. Nach Süden verläuft der rund 15 km lange Stoderkamm, der mit mehr als 1000 m hohen Wandfluchten ins Stodertal abbricht und beim Salzsteigjoch endet. Dort beginnt östlich die Warscheneckgruppe, deren gratartiger Kamm im Warscheneck 2388 m ü. A. den höchsten Punkt hat. Die Südabdachung der Warscheneckgruppe ist weniger exponiert und teilweise durch sekundäre Plateaus unterbrochen. Nach Westen setzt sich das Plateau zur Tauplitzalm fort. Im Südwesten wird das Tote Gebirge vom Augst- und vom Grundleseekamm begrenzt, deren steile Wände zum Ausseer Becken und zum Grundlseebecken abfallen. Die Westwand der Trisselwand 1754 m ü. A. erreicht dort 600 m Höhe.

### Gewässer

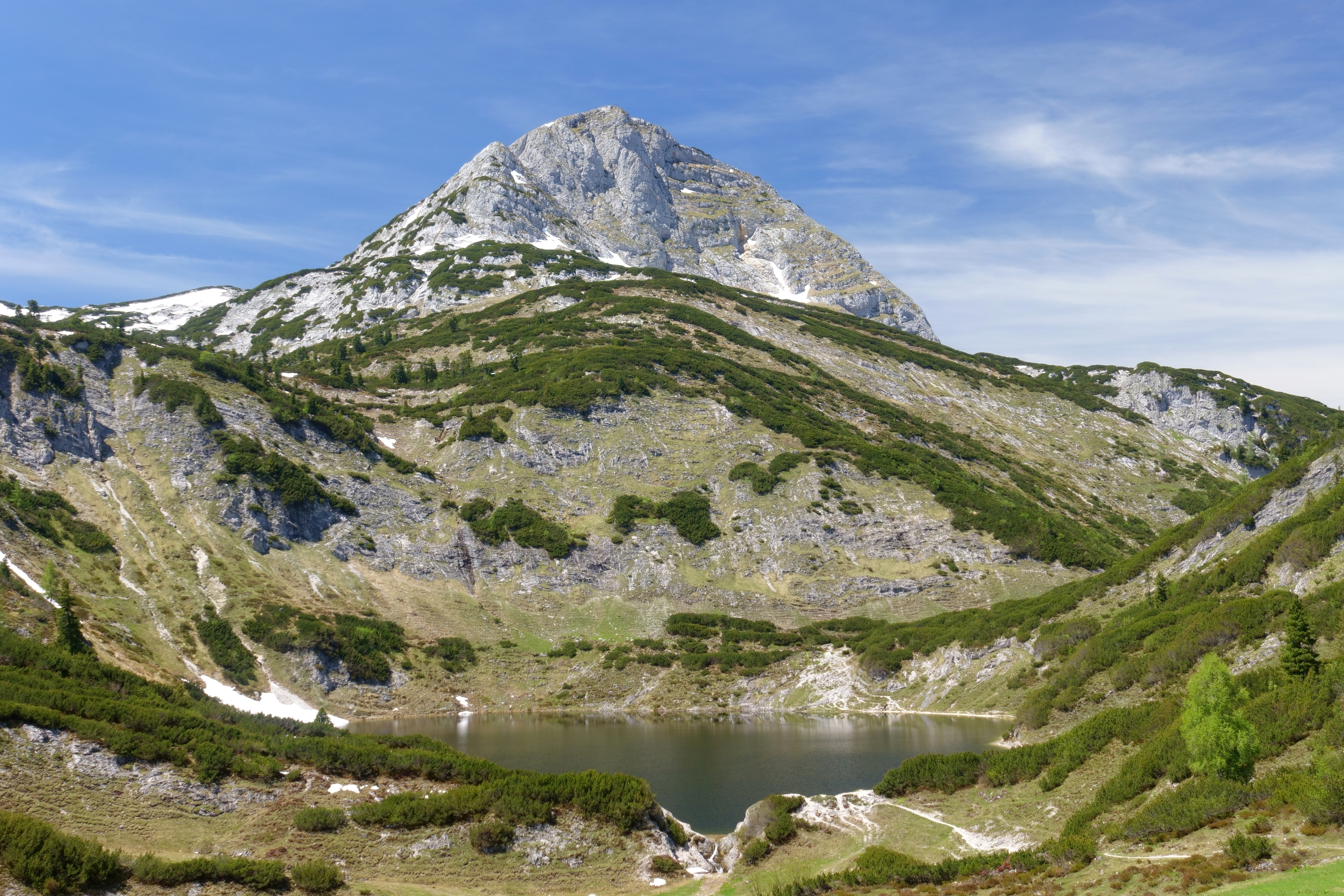
Wildensee mit Rinnerkogel, Schönberggruppe

Der Großteil des Toten Gebirges entwässert nach Norden bzw. Westen über die Traun und die Steyr. Beide Flüsse entspringen im Toten Gebirge, die Traun im Traun-Ursprung oberhalb des Kammersees und die Steyr im Talschluss des Stodertals. Das Gebiet vom Salzabach bis zum Pyhrnpass entwässert nach Süden in die Enns. Grimming und Teichl gehören zu den wenigen ganzjährig wasserführenden Bächen der Hochlagen.
Am Nordfuß des Gebirges liegen der Almsee, der Offensee und der Gleinkersee, im Süden in Tallage der Altausseer See, der Grundlsee und der Toplitzsee. In den Hochlagen befinden sich mehrere abflusslose Trogseen wie der Wildensee, der Vordere und der Hintere Lahngangsee sowie der Elmsee. Auf dem Tauplitzalm-Seenplateau liegen sechs Bergseen.

## Geologie

### Tektonik
Tektonisch besteht das Tote Gebirge aus mächtigen, nordvergenten Falten der Totengebirgsdecke und der Warscheneckdecke, wobei im Südosten der Hangendschenkel mit einem Winkel zwischen 20 und 40 Grad ansteigt und am Nordrand in einer leicht überkippten Stirnfalte endet. Das Gebirge wurde während der Alpidischen Orogenese in mehrere Schollen zerbrochen und ist von mehreren tektonischen Störungen durchzogen. Die wichtigste ist die Salzsteiglinie, die von Vorderstoder über Hinterstoder zum Salzsteigjoch und weiter gegen Südwesten zum Tauplitz-Plateau verläuft. Entlang der Salzsteiglinie wurde die Totengebirgsdecke der tirolischen Deckeneinheit (Tirolikum) von der Warscheneckdecke, die der juvavischen Deckeneinheit (Juvavikum) zugerechnet wird, überschoben. Sie trennt somit auch die Prielgruppe von der Warscheneckgruppe. Weitere Störungen sind die Elmlinie, entlang der Lahngangseen und die Wildenseelinie, vom Altausseer See über den Wildensee zum Offensee. Letztere trennt die Schönberggruppe von der Prielgruppe. Die sogenannte Toplitzsee-Störung zieht vom Grundlsee über den Toplitzsee in das Tote Gebirge hinein.

### Lithostratigraphie

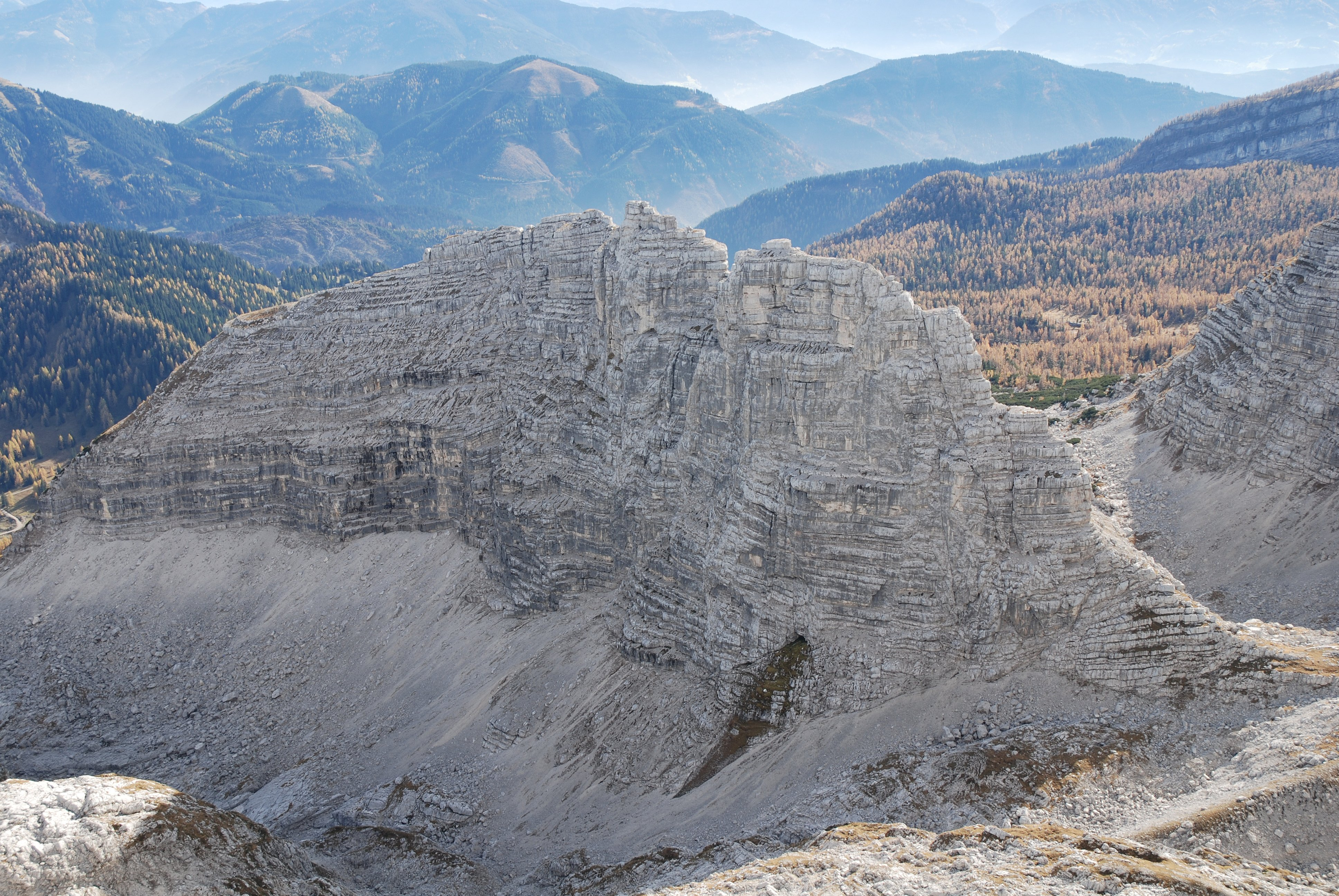
Gebankter Dachsteinkalk des Ramesch, Warscheneckgruppe

Lithostratigraphisch bestehen die Gesteine des Toten Gebirges überwiegend aus mesozoischen Kalken und Dolomiten der Trias und des Jura, die vor rund 210 bis 135 Millionen Jahren abgelagert wurden. Salzführendes Haselgebirge (Perm) und Werfen-Formation (Untertrias) bilden die Basis des Gebirges. Sie treten in Vorder- und Hinterstoder und besonders im Salzkammergut auf, wo sich auch das Salzbergwerk Altaussee und der Bad Ischler Salzberg befinden.
Die Gutenstein-Formation (Anis) findet sich am Nordfuß des Gebirges im Almtal wie auch im Süden auf der Teltschenalm am Kampl oder der Vorderen Sandlingalm. Der Wettersteindolomit (Ladin) bildet die unteren Wandpartien der Nordabstürze der Prielgruppe und den westlichen Bereich der Warscheneckgruppe. Über dem Wettersteindolomit finden sich wasserstauende Lunzer Schichten (Karn), die ausgeprägt bei der Hochsteinalm (Hagsteinalm) und Bärenalm in der Warscheneckgruppe zu Tage treten. Die Lunzer Schichten trennen prinzipiell den Hauptdolomit vom Wettersteindolomit, jedoch sind diese tektonisch derart überprägt, dass eine Unterscheidung der beiden Dolomitarten nicht möglich ist. Der Hauptdolomit (Nor) bildet den Sockel von Schermberg und der Almtaler Sonnenuhr. In der Warscheneckgruppe bildet der Hauptdolomit den Zackengrat des Sneslitz, aber auch das weite Almgebiet im Bereich der Hochmölbinghütte. Der Hauptdolomit geht in den gebankten Dachsteinkalk (Nor bis Rhaet) über, der die Hauptmasse der Totengebirgs- als auch der Warscheneckdecke bildet. Der Dachsteinkalk erreicht eine Mächtigkeit von bis zu 1000 m und baut alle Wände und Hochflächen der Prielgruppe mit Ausnahme des Südwestplateaus auf, weiterhin den nördlichen Teil der Schönbergruppe und den östlichen Teil der Warscheneckgruppe. Der Dachstein-Riffkalk spielt im Toten Gebirge eine untergeordnete Rolle. Der Sturzhahn und der Traweng bestehen aus Riffkalk.
Stellenweise liegt rötlicher, fossilreicher Hierlatzkalk (Unterjura) dem Dachsteinkalk auf, etwa auf der Wurzeralm oder in der Umgebung der Pühringerhütte. Kalke aus dem Jura bilden das Südwestplateau der Prielgruppe. Die Oberalm-Formation (Kimmeridgium) liegt auf dem Dachsteinkalk und bildet nicht nur schroffe Wände vom Loserkamm bis zum Salzofen, sondern auch die großen Almen in diesem Gebiet. Der Plassenkalk (Kimmeridgium) ist der Oberalm-Formation sehr ähnlich, bildet jedoch landschaftsbildende, glatte Plattenwände wie an der Trisselwand und Backenstein. In der Warscheneckgruppe bestehen Rote Wand und Stubwieswipfel aus Plassenkalk.

### Ehemalige Vergletscherung

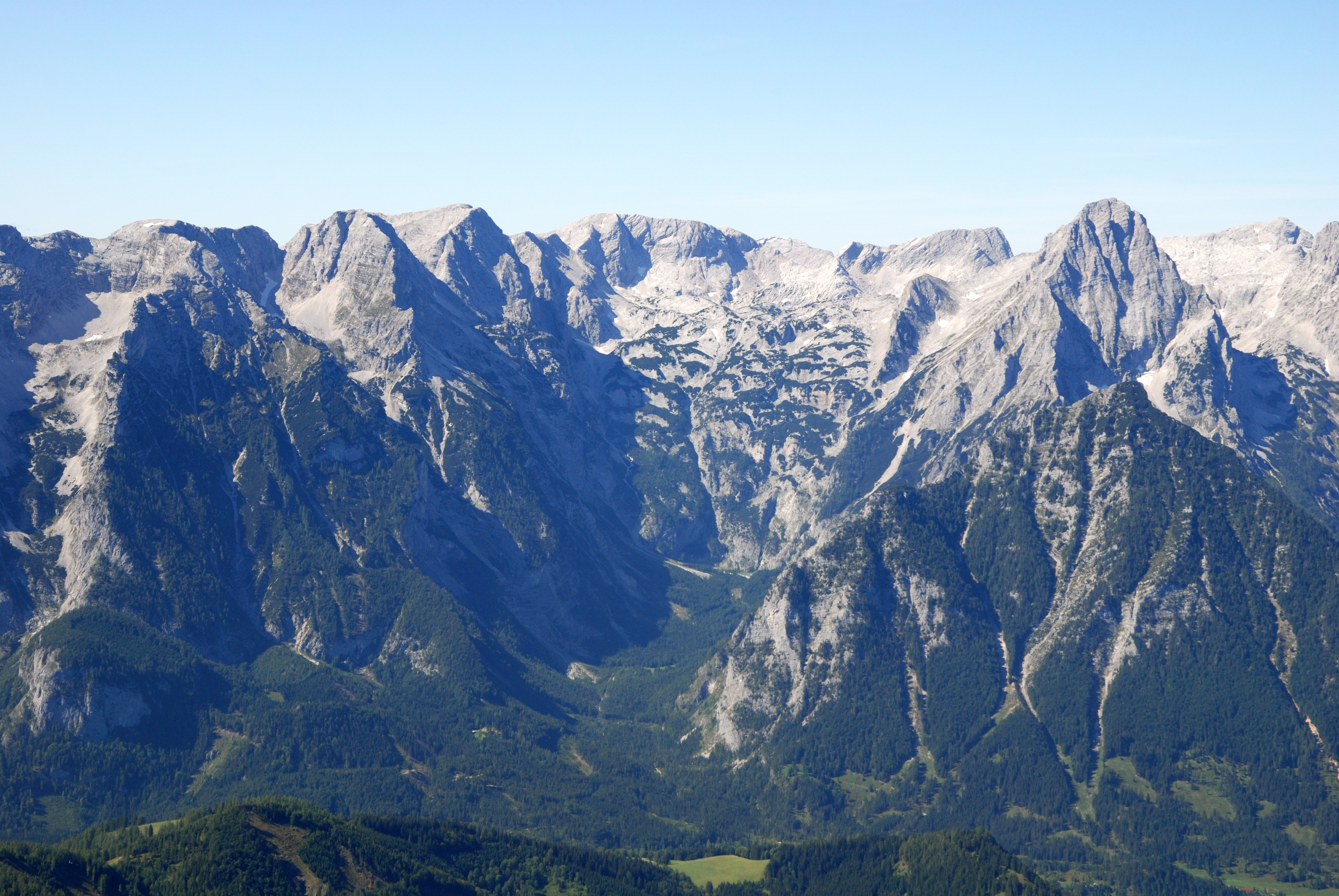
Blick auf den Ostabfall der Prielgruppe zum Stodertal sowie auf den ehemaligen Gletscherabfluss zum Trogschluss der Dietlhöll

Das Tote Gebirge war während der Eiszeiten immer vergletschert, wobei das Plateau als Nährgebiet für ausgedehnte Eisströme diente. Am Höhepunkt der jeweiligen Vereisung erfüllten große Eismassen die Täler und reichten immer wieder bis auf rund 1700 m ü. A. Nur noch die höchsten Gipfel ragten als Nunatakker aus den Eisströmen heraus. An den Flanken schürfte das Eis Kare und Trogtäler aus. In den Tälern entstanden übertiefte Becken, die heute von Seen und deren Ablagerung ausgefüllt werden. Dies sind etwa die Zungenbecken des Altausseer Sees und des Grundlsees.
Die westlich und südwestlich abfließenden Gletscher vereinigten sich mit dem mächtigen Traungletscher, der vom Dachstein kommend durch das Trauntal nach Norden floss. Am Nordabfall des Toten Gebirges floss, vom Offensee kommend, ein Seitenast des Traungletschers nach Westen zur Plankau. Der Bereich vom Großen Woising über die Almtaler Sonnenuhr bis zum Großen Priel war das Nährgebiet des Almgletschers, der die Trogtäler In der Röll und Hetzau ausschürfte. Im Stodertal wurde der Steyrgletscher von mindestens acht Gletscherzungen des steilen und hohen Ostabfalls der Prielgruppe gespeist. Sie haben tief eingesenkte Hochkare mit anschließenden steil abfallenden, durch Rundhöcker gekennzeichnete Gletschergassen hinterlassen. Dies sind etwa die Seitentäler Sigistal, Schobertal, Wassertal, Turmtal und die Weitgrube, die in das Trogtal Dietlhöll abfällt. Zwischen Spitzmauer und Großem Priel floss ein Gletscher, der über die Klinserschlucht mit dem Plateaugletscher verbunden war. Dieser formte den Trogschluss der Polsterlucke. Heute befindet sich im Kühkar unterhalb der Brotfallscharte ein permanentes Firnfeld, das eine tiefreichende Basis aus Eis aufweist. Eine merkbare Bewegung der Masse, die eine Bezeichnung als Gletscher rechtfertigen würde, wurde bisher nicht beobachtet. Die Gletscherzungen am Nordabfall der Warscheneckgruppe flossen durch das Rottal dem Steyrgletscher im Westen bzw. durch Loigistal und Glöcklkar dem Teichl-Ferngletscher im Osten zu. Letzterer wurde vor allem durch den Ennstalgletscher gespeist, der über den Pyhrnpass ins Teichltal vordrang. Die Gletscher des südöstlichen Toten Gebirges vereinigten sich mit dem Ennstalgletscher.

### Hydrogeologie

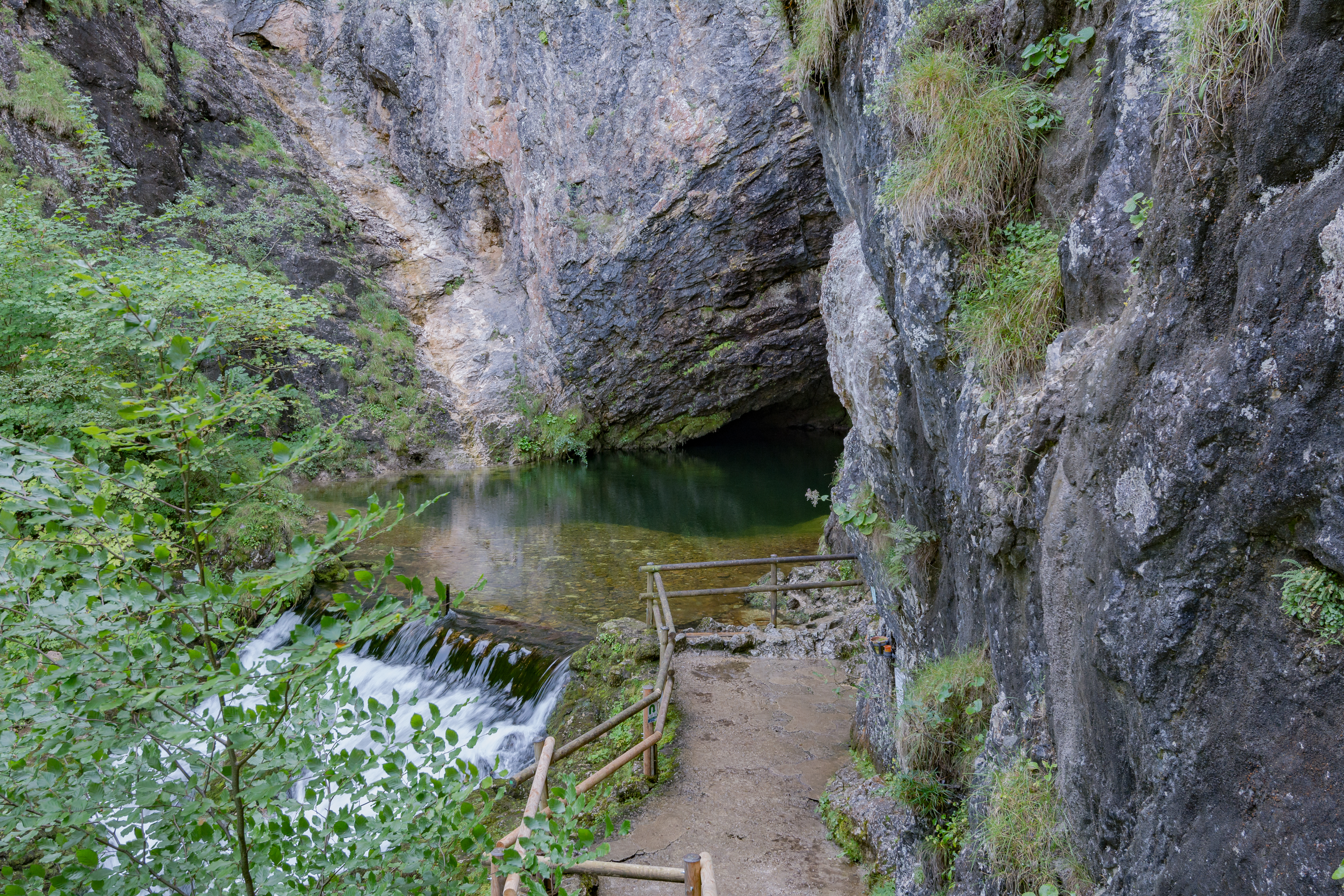
Der Pießling-Ursprung am Nordfuß des Warschenecks

Die tiefgründig verkarsteten Kalke entwässern größtenteils unterirdisch. So befinden sich in den Hochlagen keine größeren oberflächlichen Abflüsse. Der Großteil des Regen- und Schmelzwassers versickert in den Spalten und Dolinen des Kalkgesteins und sammelt sich in ausgedehnten Höhlensystemen. Die Kalke werden von Grundwasser stauenden Werfener Schichten und Haselgebirge unterlagert. Diese tonig-mergligen Ablagerungsgesteine erzwingen zahlreiche Quellaustritte und sind für die Abdichtung vieler Seebecken verantwortlich. In Hochlagen tritt dies etwa am Tauplitzalm-Seenplateau zutage, wo sich entlang der Salzsteiglinie sechs kleine Hochgebirgsseen gebildet haben. In den Tallagen führt diese Schichtung zu zahlreichen Karst-Großquellen wie etwa der Wallerquelle im Almsee mit einer durchschnittlichen Schüttungsmenge von 1000 bis 1500 l/s. Der Karststock des Warschenecks entwässert vorwiegend nach Norden über die Großquelle Pießling-Ursprung mit einer durchschnittlichen Schüttungsmenge von 2.200 l/s. Im Bereich der Wurzeralm liegt die Polje des Teichlbodens. Am Talboden dieser Karstwanne mäandriert der Oberlauf der Teichl. Am Rand der Polje, wo die wasserundurchlässigen Werfener Schichten der Wanne enden, verschwindet die Teichl in einem Ponor und tritt erst am Fuß des Gebirgsstockes wieder zutage.

### Karst

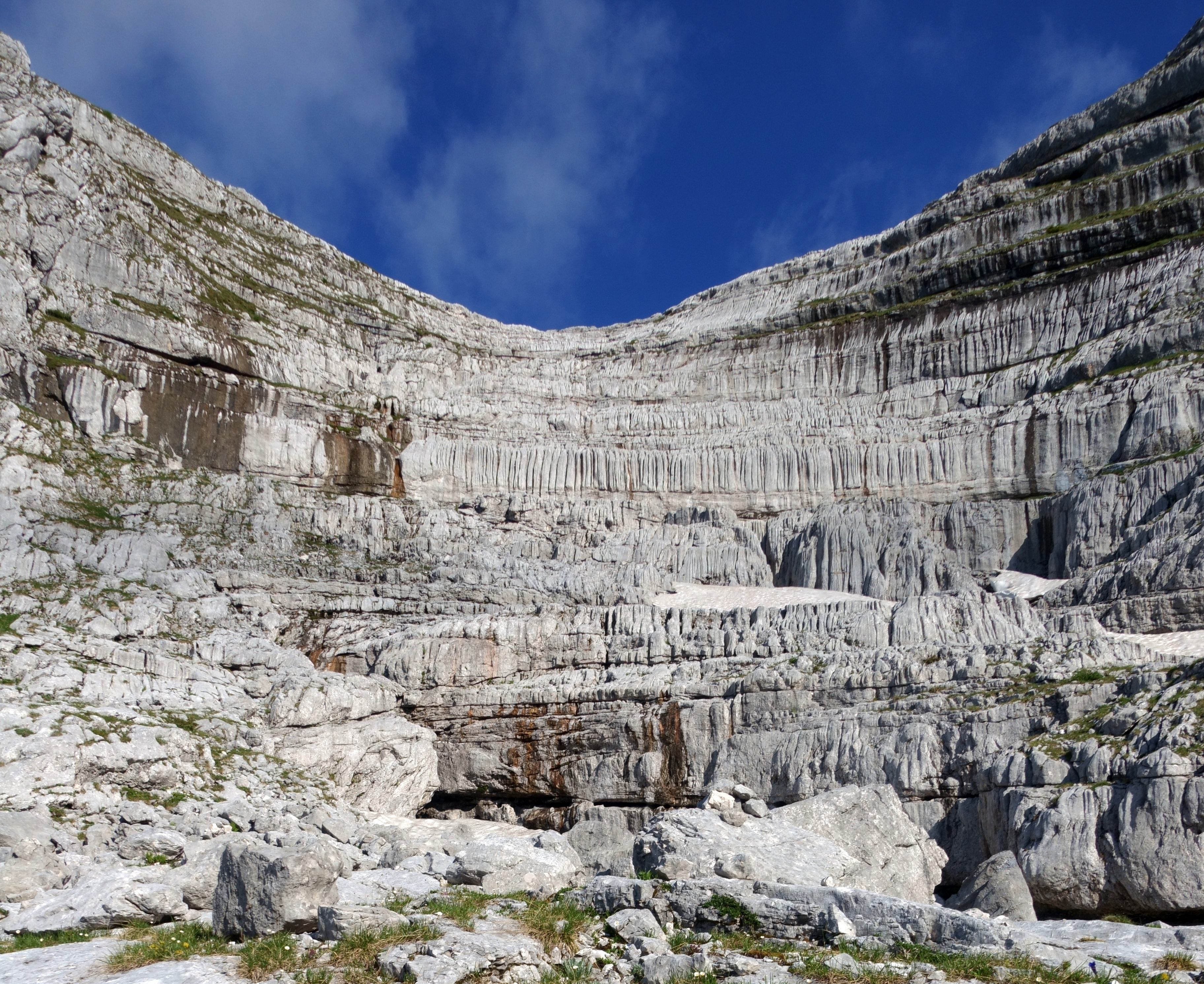
Rinnenkarren im gebankten Dachsteinkalk, Himmelreich, Totes Gebirge

Große Teile des Toten Gebirges sind verkarstet. Art und Intensität der Verkarstung hängt hierbei stark von der Höhenlage und der Gesteinsart ab. Am West- und Ostrand des Gebirges dominiert ein von Vegetation bedeckter Karst (Grüner Karst), während auf dem Zentralplateau nackter Karst (Grauer Karst) vorherrscht. Des Weiteren neigt Dachsteinkalk stärker zur Verkarstung als Hauptdolomit. Von den typischen oberflächlichen Großformen sind Dolinen sehr häufig. Sie orientieren sich oft an geologischen Störungen und bilden sogenannte Dolinengassen. Die Dolinen können teilweise sehr groß werden, wie etwa die Riesendoline des Kuhntals mit einem Durchmesser von über 500 m. Bei polje-artigen Hohlformen im alpinen Bereich ist oft eine durch glaziale Erosion entstandene Übertiefung nachweisbar. Es handelt sich dann nicht um reine Karstformen, sondern um eine polygenetische Form. Die Augstwiese im südwestlichen Toten Gebirge ist mit 3 km Länge, 1,2 km Breite und 180 m Tiefe die größte trockene Hohlform im Karst der Ostalpen.
Von den Kleinformen dominieren Karren, die sich bevorzugt im gebankten Dachsteinkalk bilden. Die häufigsten freiliegend gebildeten Formen auf steileren Flächen sind Rillen- und Rinnenkarren. Auf flachen Flächen bilden sich Kamenitzas und Mäanderkarren. Wurden durch die glaziale Erosion ganze Schichtpakete des Dachsteinkalks freigelegt, bilden sich Schichttreppenlandschaften, die oft von großen Karrenfeldern geprägt sind. Im Kar In den Karen, wo internationale Studien zur Entstehung von Karren durchgeführt wurden, sind die verschiedenen Karstformen oft lehrbuchmäßig ausgeprägt.

### Höhlen

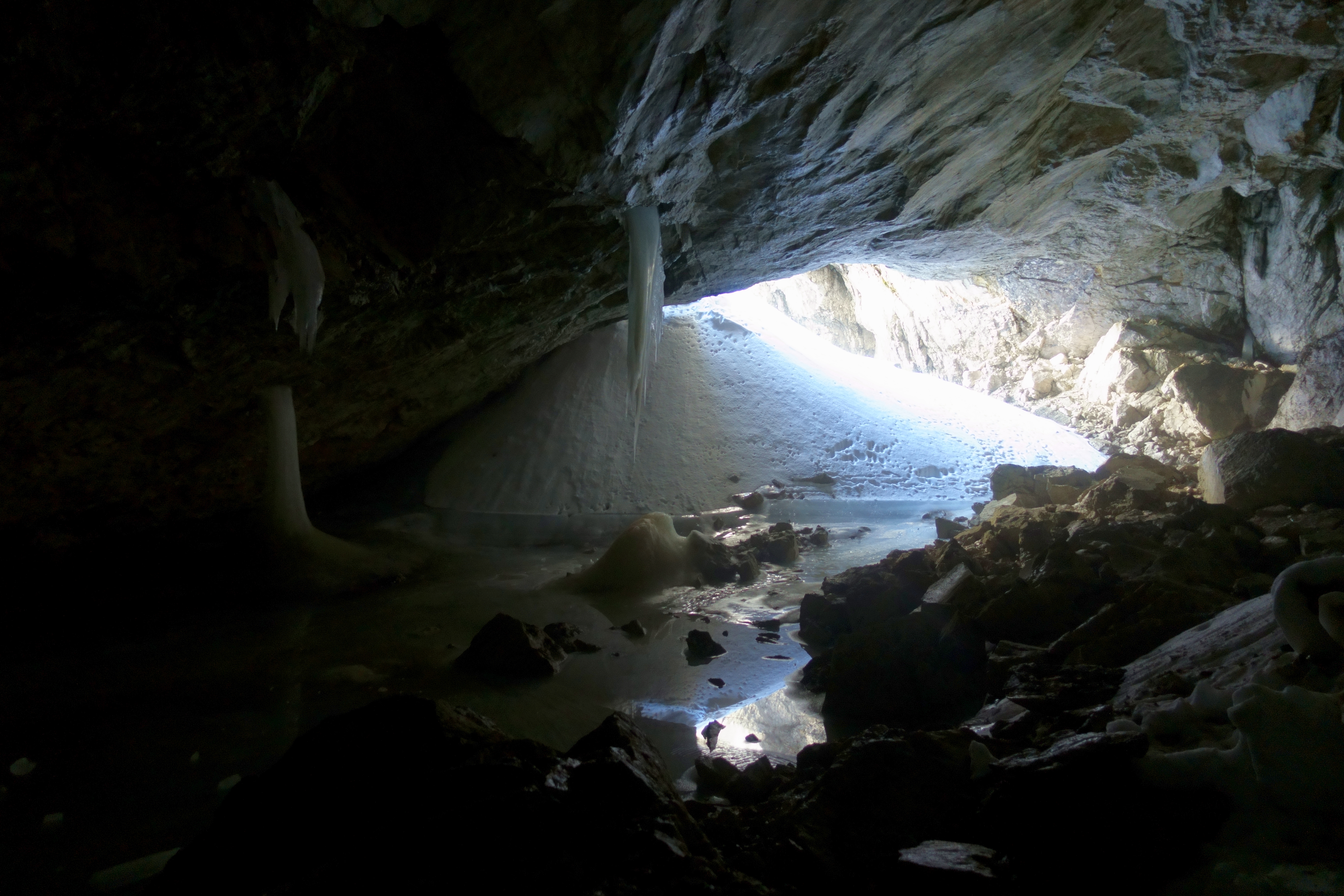
Die Feuertal-Eishöhle ist ein Zugang zum Schönberg-Höhlensystem

Der gut verkarstungsfähige Dachsteinkalk bietet im Zusammenwirken mit dem übrigen Trennflächengefüge besonders günstige Voraussetzungen für die Höhlenbildung. Mit Stand 2022 sind im Österreichischen Höhlenverzeichnis 2800 Objekte im Toten Gebirge verzeichnet. Die meisten Höhleneingänge liegen im Plateaubereich des Toten Gebirges. Mit vermessenen 155.018 m ist das Schönberg-Höhlensystem (Kat.Nr. 1626/300) die längste Höhle Österreichs. Von besonderer geschichtlicher Bedeutung sind die Salzofenhöhle (Kat.Nr. 1624/31) und die Ramesch-Knochenhöhle (Kat.Nr. 1636/08a), da in ihnen Steinwerkzeuge der Kulturstufe Moustérien gefunden wurden, die aus der Würm-Kaltzeit zwischen 65.000 und 31.000 v. Chr. stammen. Im Toten Gebirge befinden sich auch etliche bedeutende Eishöhlen. Die Schneevulkanhalle im Schwarzmooskogel-Höhlensystem gilt als die größte bekannte mit Eis erfüllte Halle der Erde. Die Tiefenbronnerhalle im Nordwandschacht (Kat.Nr. 1625/141) ist mit einem Fehlvolumen von 800.000 m³ der größte bisher bekannte Höhlenraum Österreichs.
| Name                          | Kat.-Nr. | Vermessungslänge [m] | Vertikalerstreckung [m] |
| ----------------------------- | -------- | -------------------- | ----------------------- |
| Schönberg-Höhlensystem        | 1626/300 | 155018               | 1061                    |
| Schwarzmooskogel-Höhlensystem | 1623/40  | 135159               | 1125                    |
| Verborgene Höhle              | 1616/110 | 30342                | 365                     |
| Grießkar-Höhlensystem         | 1627/126 | 25987                | 636                     |
| DÖF-Sonnenleiter-Höhlensystem | 1625/379 | 24172                | 249                     |

## Paläontologie

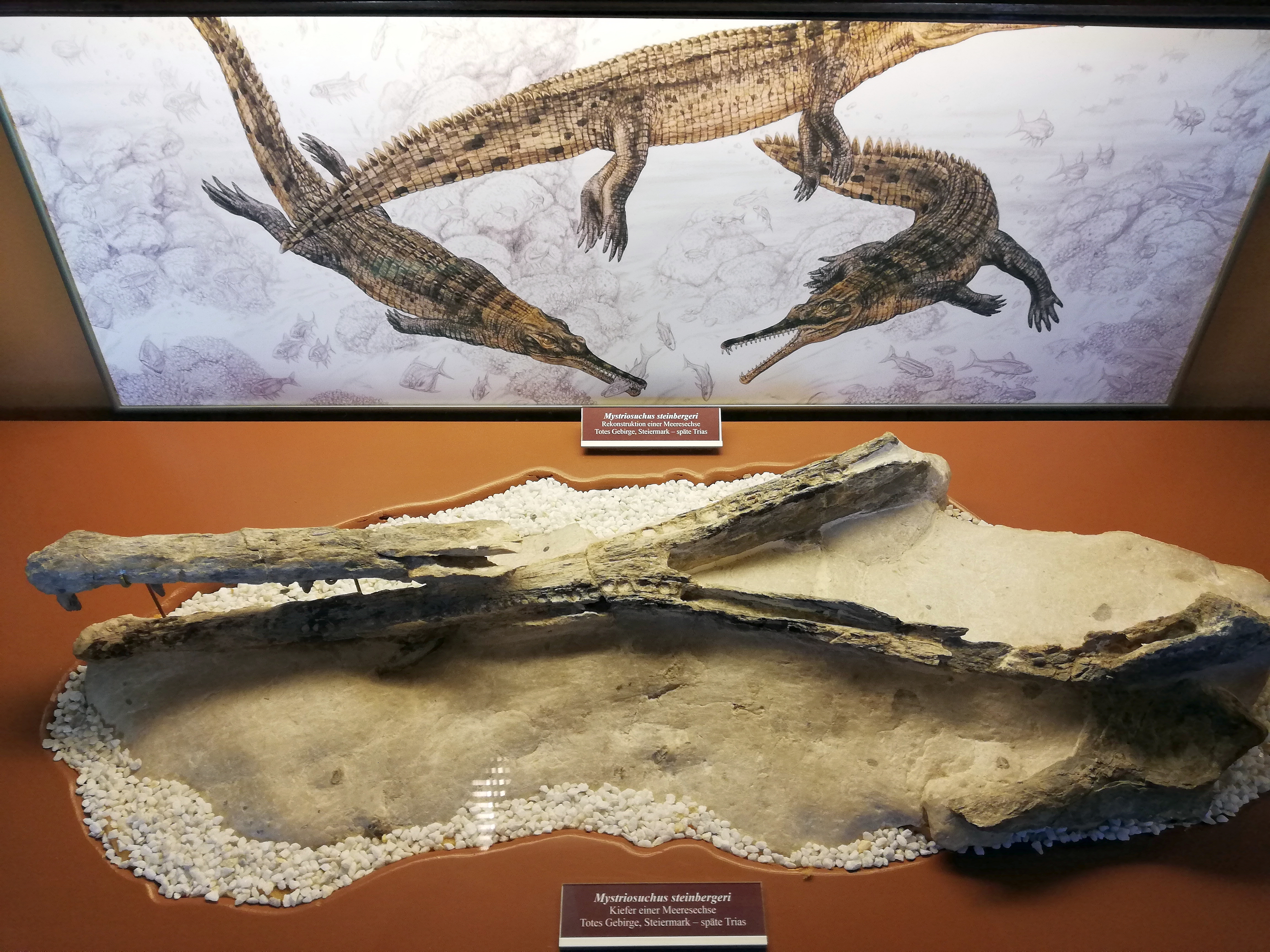
Kiefer von Mystriosuchus steinbergeri im Naturhistorischen Museum Wien

Für die Paläontologen gehört die Lokalität Feuerkogel zu den weltweit interessantesten Ammonitenfundstellen der Triaszeit. In einer etwa 40 m mächtigen Hallstätter Kalk-Schichtfolge sind mehrere Niveaus vom späten Ladinium bis in das frühe Norium aufgeschlossen. Nahezu 600 Ammonitenarten sind von diesem Fundort bekannt. Um dieses Geotop für die Nachwelt zu erhalten, wurde der Ort 1981 zum Naturdenkmal erklärt. Die reichsten Fundstellen von Ammoniten der früheren Jura in den Nördlichen Kalkalpen finden sich südöstlich des Toplitzsees. Im Norden von Lupitsch befindet sich in Zlambach-Schichten der sogenannten Fischerwiese der weltweit artenreichste Korallen-Fundpunkt der späten Trias. Anfang der 1980er Jahre wurden auf einer Schichtfläche des gebankten Dachsteinkalks am Hochweiß gut erhaltene Knochenreste des krokodilähnlichen Phytosauriers Mystriosuchus steinbergeri gefunden. Der Fund kann im Naturhistorischen Museum in Wien besichtigt werden.
Das Tote Gebirge ist von überregionaler Bedeutung für die Erforschung der Höhlenbären. Von den etwa 40 großen Bärenhöhlen der Alpen liegen 7 im Toten Gebirge. Bekannt sind die Funde der Salzofenhöhle, wo Reste aller Entwicklungsstadien, vom Neugeborenen bis hin zum senilen Individuum mit fortgeschrittener Rückgratversteifung, vorhanden waren.

## Böden

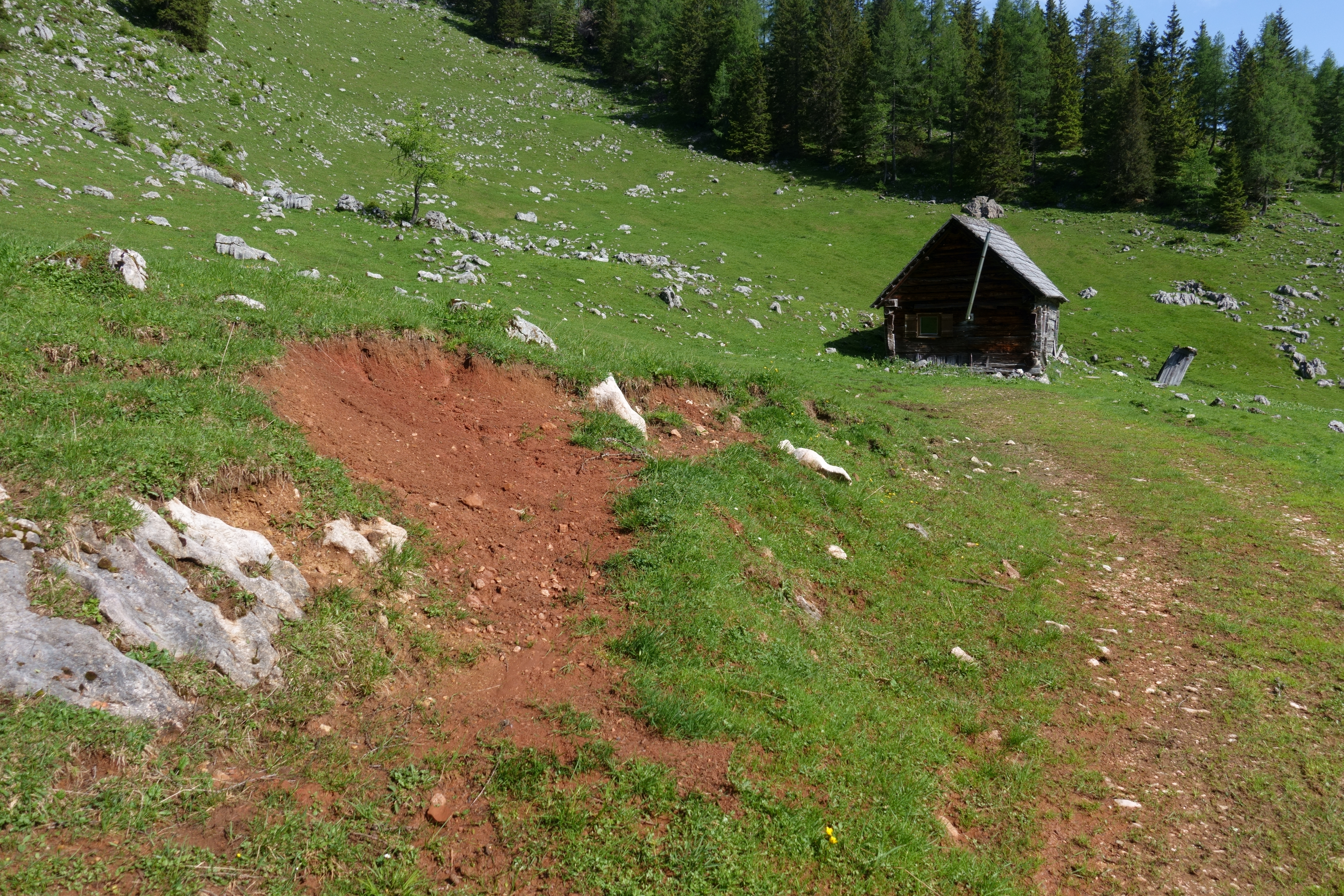
Kalksteinrotlehm (Terra rossa) auf der Stubwiesalm

Ausgehend vom dominierenden Dachsteinkalk konnten sich in den Hochlagen meist nur Rendzinaböden entwickeln. Das Alter der meisten Böden beträgt maximal 15.000 Jahre, da in den Eiszeiten ältere Böden abgetragen wurden. Die größten Flächen nehmen mullartige Rendzinen ein. Diese mineral- und humusreichen Böden kommen vor allem in Hanglagen der montanen Stufe unter krautarmen Misch- und Nadelwäldern auf fast allen Kalk- und Dolomitgesteinen vor. In Unterhangbereichen kommt es unter klimatisch günstigen Bedingungen zu stärkerer Mullbildung und es entwickeln sich Mullrendsinen bzw. Braune Rendzinen. Auf diesen tiefgründigen und fruchtbaren Böden gedeihen Misch- und Laubwälder bzw. Wiesen und Weiden der tief- bis mittelmontanen Stufe. Ebenfalls kleinflächig und nur in Muldenlagen sind frische, lehmige Pseudogleye anzutreffen, auf denen Fichten- oder Tannenwälder wachsen bzw. Almweiden liegen. Ältere Paläoböden wie Kalksteinbraunlehm oder Rotlehmböden finden sich im Toten Gebirge nur in geschützten Geländemulden, wie Dolinen oder Kluftgassen, die von der Gletschererosion verschont blieben. Es handelt sich bei diesen Böden nicht nur um unlösliche Lösungsrückstände nach der Kalkstein-Verwitterung, sondern um mehrmals umgelagerte Bodenbildungen unterschiedlichen Alters. Da es sich beim Dachsteinkalk um einen sehr reinen Kalkstein handelt, müsste in der Nacheiszeit 5 bis 10 Meter Kalkstein gelöst worden sein, um nur 20 cm Lösungsrückstand zu bekommen. Verwitterungsrückstände von Augenstein-Ablagerungen und Werfener Schichten müssen daher auch zur Bodenbildung beigetragen haben. Ebenso dürfte der Eintrag von Flugstaub eine Rolle spielen. Der Schutz dieser Bodenbildung ist wegen ihrer Staunässe-Eigenschaften besonders wichtig, da ohne sie die spärliche almwirtschaftliche Nutzung des Karstplateaus ausgeschlossen wäre.

## Klima

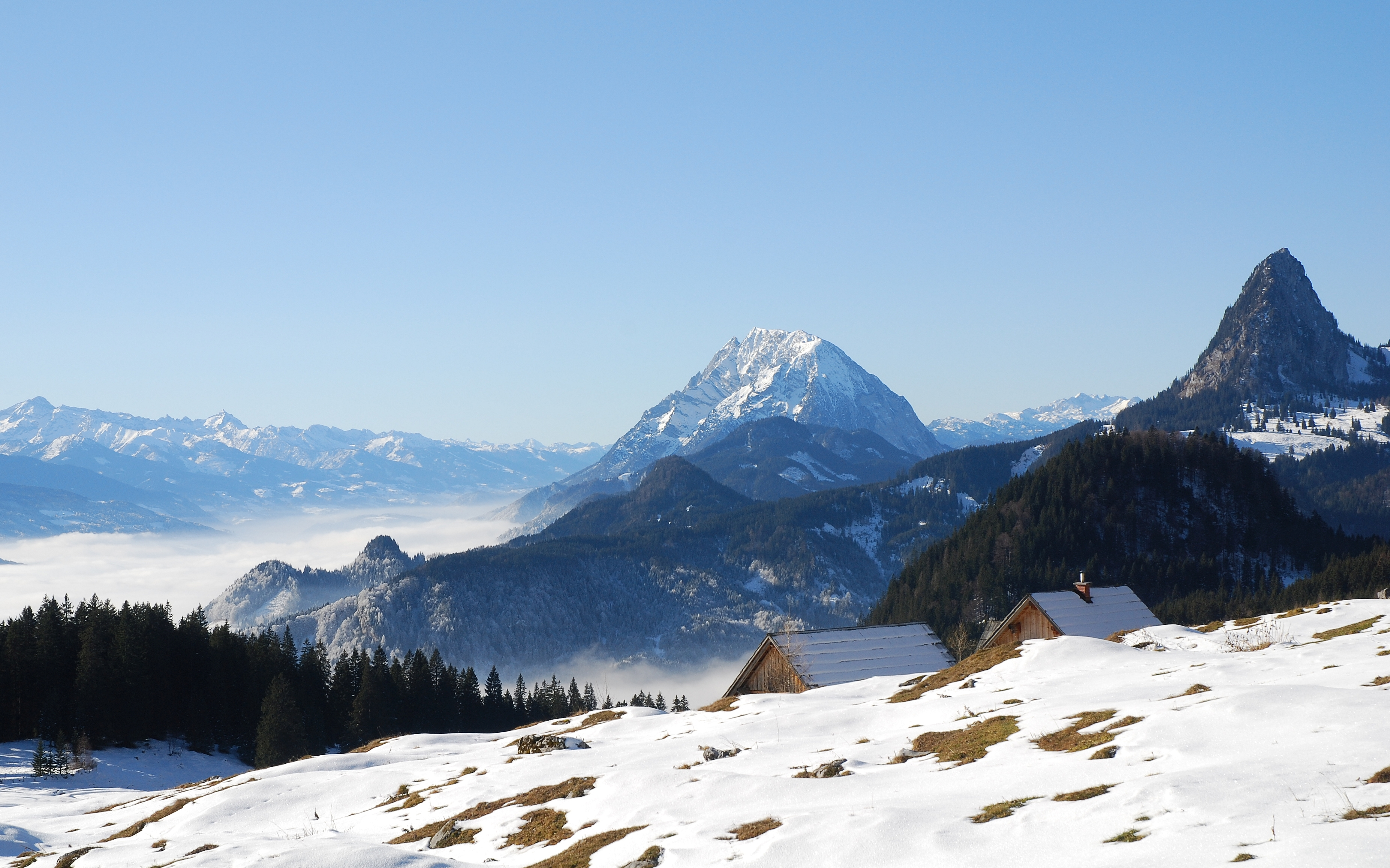
Inversionswetterlage mit tiefer liegender Frostgrenze im Ennstal, Hinteregger Alm, Warscheneckgruppe

Die Klimadaten zeigen eine für die Gebirge der Nördlichen Kalkalpen typische Temperatur- und Niederschlagsverteilung: kühle und niederschlagsreiche Sommer und niederschlagsarme Winter. Die Jahresniederschläge bewegen sich in einer Größenordnung von 1200 bis über 2500 mm, wobei die Niederschläge von West nach Ost ab- und mit zunehmender Meereshöhe deutlich zunehmen. Maximalwerte werden im Bereich des Großen Priel (2515 m ü. A.) erreicht. In freien höher gelegenen Bereichen dominieren West- und Nordwestwinde, die häufig mit Niederschlag einhergehen. Bedingt durch den oftmaligen Wolkenstau am Nordrand fällt im Bereich des Prielgruppe überdurchschnittlich viel Niederschlag. Ein Vergleich der Jahresniederschläge von 1681 mm am Almsee (589 m ü. A.) an der Nordwestseite des Toten Gebirges mit 1277 mm in Hinterstoder (591 m ü. A.) an dessen Ostseite zeigt bei fast gleicher Seehöhe und einer Entfernung von nur 16 km deutlich die Barrierewirkung des Toten Gebirges. Die Zeitdauer der winterlichen Schneebedeckung liegt auf 1500 m Höhe bei etwa 180 Tagen, über 2500 m Höhe bei 300 Tagen. Das durchschnittliche Schneehöhenmaximum eines Winters beträgt in Hinterstoder 66 cm und auf der Wurzeralm (1400 m ü. A.) in der Warscheneckgruppe 222 cm. Durch die Höhendifferenz von über 2000 Metern ergeben sich markante Temperaturunterschiede zwischen den Tallagen und den Gipfelregionen des Toten Gebirges. Die durchschnittliche Jahrestemperatur beträgt in Tieflagen zwischen 8,3 °C bei Bad Ischl (469 m ü. A.) im Nordwesten und 5,9 °C in Bad Mitterndorf (803 m ü. A.) im Süden, in den Hochlagen 2,1 °C am Großen Priel. Große Bedeutung kommt den Inversionswetterlagen in den Talbereichen wie etwa im Trauntal, Ennstal, Windischgarstner Becken und selbst in den Hohlformen der ausgedehnten Plateaus des Toten Gebirges zu. Aus diesem Grunde herrschen im Herbst oberhalb der Inversionsnebeldecken oft vergleichsweise milde Temperaturen vor. In der kalten Jahreszeit übt die Inversionsschicht in umgekehrter Weise eine mildernde Wirkung auf die Temperaturen der Tallagen aus.
|                        | Jan  | Feb  | Mär  | Apr   | Mai   | Jun   | Jul   | Aug   | Sep  | Okt  | Nov   | Dez   |   |      |
| Mittl. Temperatur (°C) | −4,0 | −3,8 | −1,6 | 0,8   | 6,7   | 9,7   | 11,6  | 11,6  | 8,1  | 3,8  | −0,8  | −3,3  | ⌀ | 3,3  |
|                        |      |      |      |       |       |       |       |       |      |      |       |       |   |      |
| Niederschlag (mm)      | 94,0 | 79,0 | 95,0 | 125,0 | 111,0 | 165,0 | 176,0 | 132,0 | 99,0 | 70,0 | 117,0 | 118,0 | Σ | 1381 |

|  |

|  |

|  |

|  |

|  |

|  |

|  |

|  |

|  |

|  |

|  |

|  |

|  |

|  |

|  |

|  |

|  |

|  |

|  |

|  |

|  |

|  |

|  |

|  |

## Flora und Vegetation

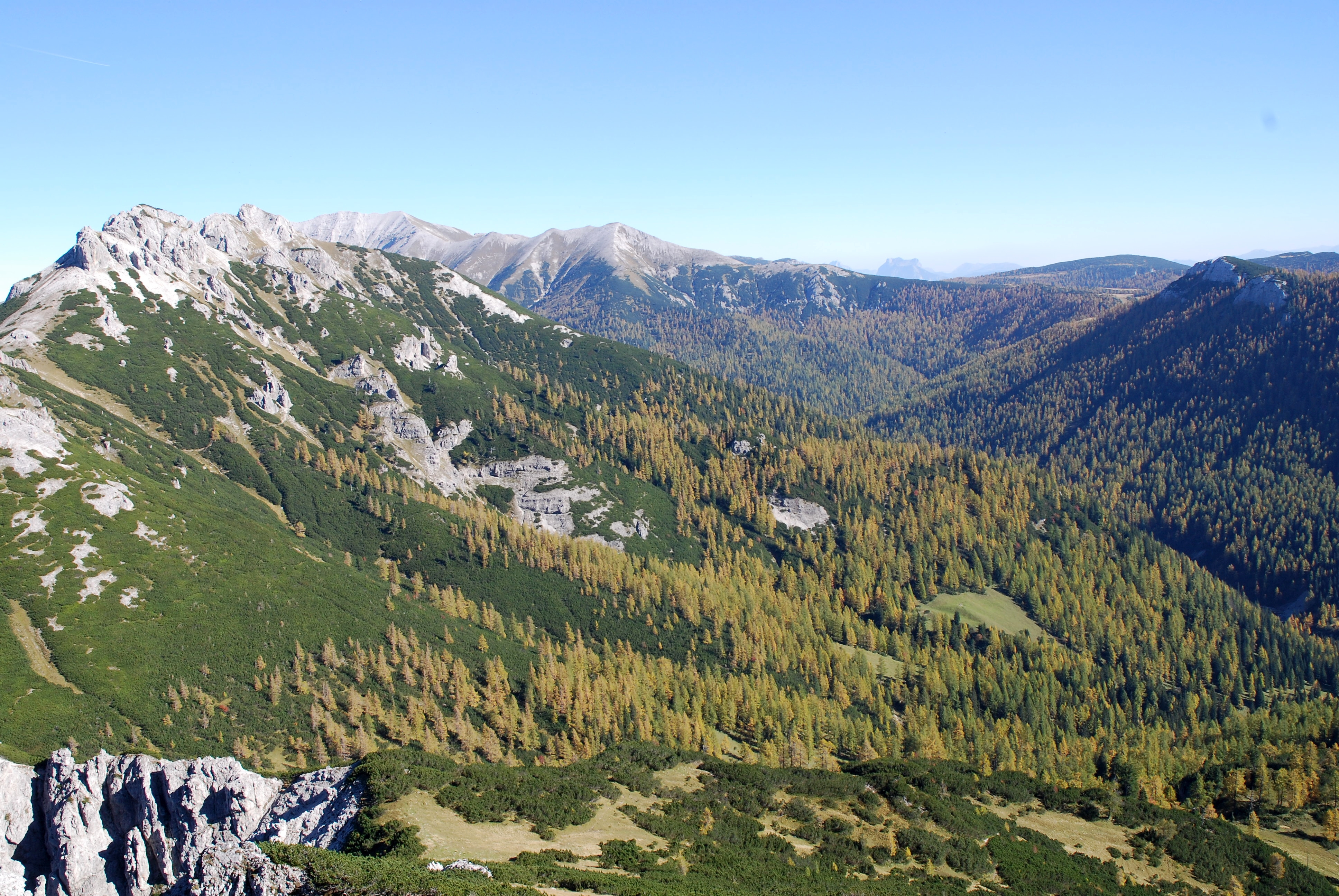
Die Lärche bildet die Waldgrenze. Darüber ausgedehnte Felder der Bergkiefer. Im Hintergrund das Hirscheck und Hochmölbing, Warscheneckgruppe

Aufgrund der großen Höhenunterschiede von der Tallage bis in die Gipfelregionen bildet sich in jeder Höhenstufe eine entsprechende Vegetation. Die montane Stufe entspricht dem Bereich der Fichten-Tannen-Buchen-Wälder als Klimaxvegetation, der sich vom Talboden bis auf etwa 1400 m ü. A. erstreckt. An extrem flachgründigen Böden über Wettersteindolomit, auf denen sich die montane Laubwaldvegetation nicht entwickeln kann, werden die süd- bis ostexponierten Lagen von Rotföhren (Pinus sylvestris) besiedelt. In der Polsterlucke am Südfuß des Öttlbergs gedeihen Kalk-Magerrasen und lichte Schneeheide-Rotföhrenwälder. Ab etwa 1400 m ü. A. sind die Wälder durch zunehmende Verlichtung und mosaikartige Zusammensetzung gekennzeichnet: Fichten-Lärchen-Mischbestände, Bergkiefergebüsche, Hochstaudenfluren und Rasen wechseln ab und sind mit steigender Höhe zunehmend von alpiner Vegetation durchsetzt. Im Bereich des Albert-Appel-Hauses existiert mit dem Henarwald ein großer Lärchen-Fichten-Zirbenwald. Dieser ist auch großflächig auf der Südabdachung des Warschenecks ausgebildet. Die Waldgrenze befindet sich etwa bei 1800 m ü. A. Auf den überwiegend felsigen Hängen der Prielkette bildet die Bergkiefer (Pinus mugo) den für ostalpine Kalkgebirge typischen Krummholzgürtel, der sich mit steigender Höhe zunehmend auflöst und von Zwergstrauchheiden und alpinen Rasen durchzogen wird. In der oberalpinen Stufe dominieren fragmentierte Polsterseggenrasen. Zu den am höchsten steigenden Pflanzenarten zählen Schweizer Mannsschild (Androsace helvetica) und Einblütiges Hornkraut (Cerastium uniflorum), das ganz auf das Gipfelplateau des Großen Priels beschränkt ist. Auf der Wurzeralm befinden sich zwei Bergkiefer-Hochmoore, das Untere und Obere Filzmoos, die als die höchstgelegenen der Nordalpen gelten. Der Anteil der Bergkiefer (Pinus mugo) beträgt etwa 50 Prozent, der Rest wird von Kleinseggenriedern in Anspruch genommen. Helmut Gams rechnete sie deshalb zu den wertvollsten des gesamten Ostalpenraumes.

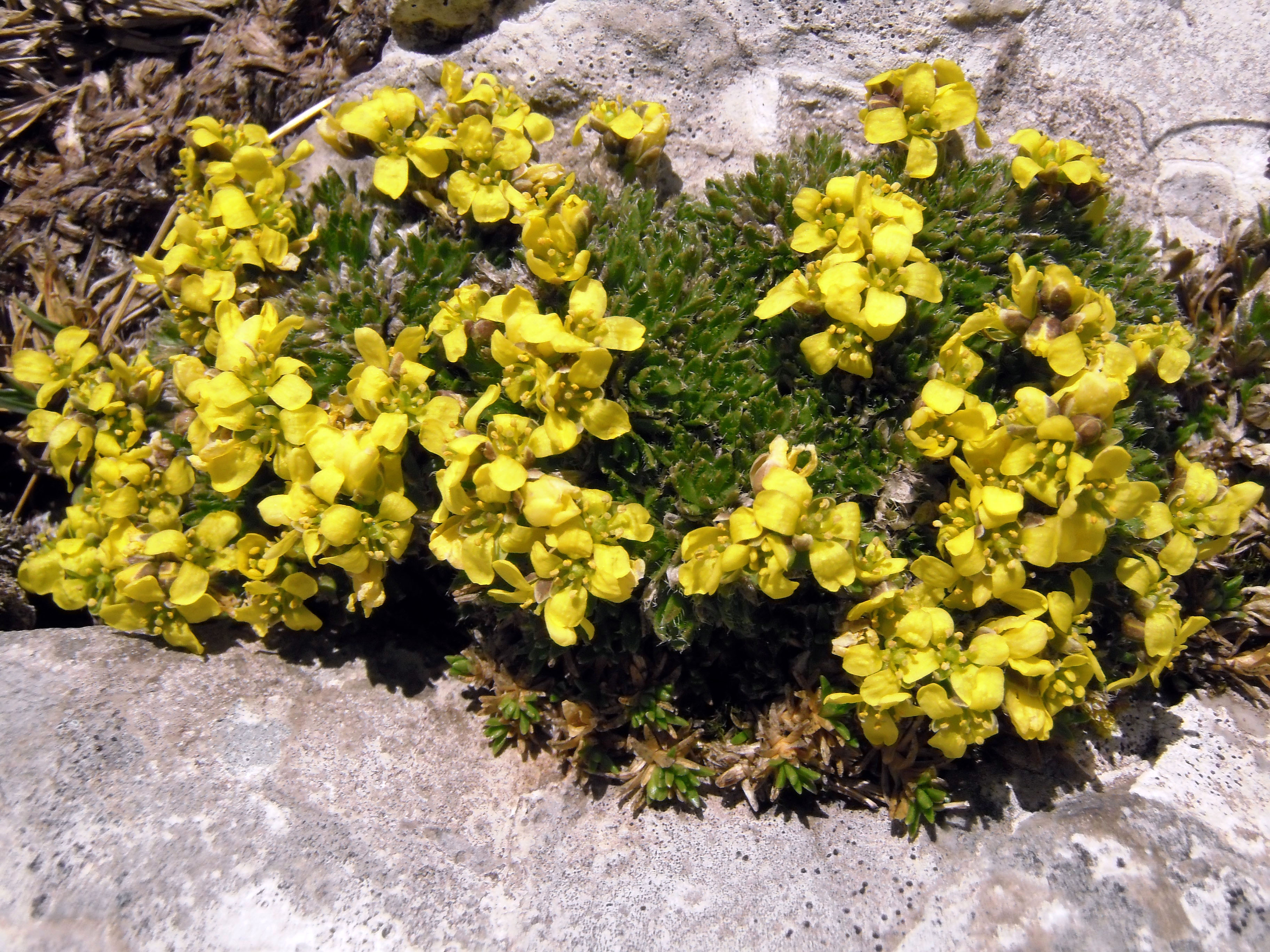
Sauters Felsenblümchen (Draba sauteri) am Warscheneck ~

Der Großteil der endemischen Pflanzenarten der Nordostalpen wächst im Toten Gebirge. Als Auswahl seien erwähnt:
- Alpen-Nelke (Dianthus alpinus)
- Sauters Felsenblümchen (Draba sauteri)
- Sternhaar-Felsenblümchen (Draba stellata)
- Anemonen-Schmuckblume (Callianthemum anemonoides)
- Traunsee-Labkraut (Galium truniacum)
- Österreichische Wolfsmilch (Euphorbia austriaca)

## Fauna

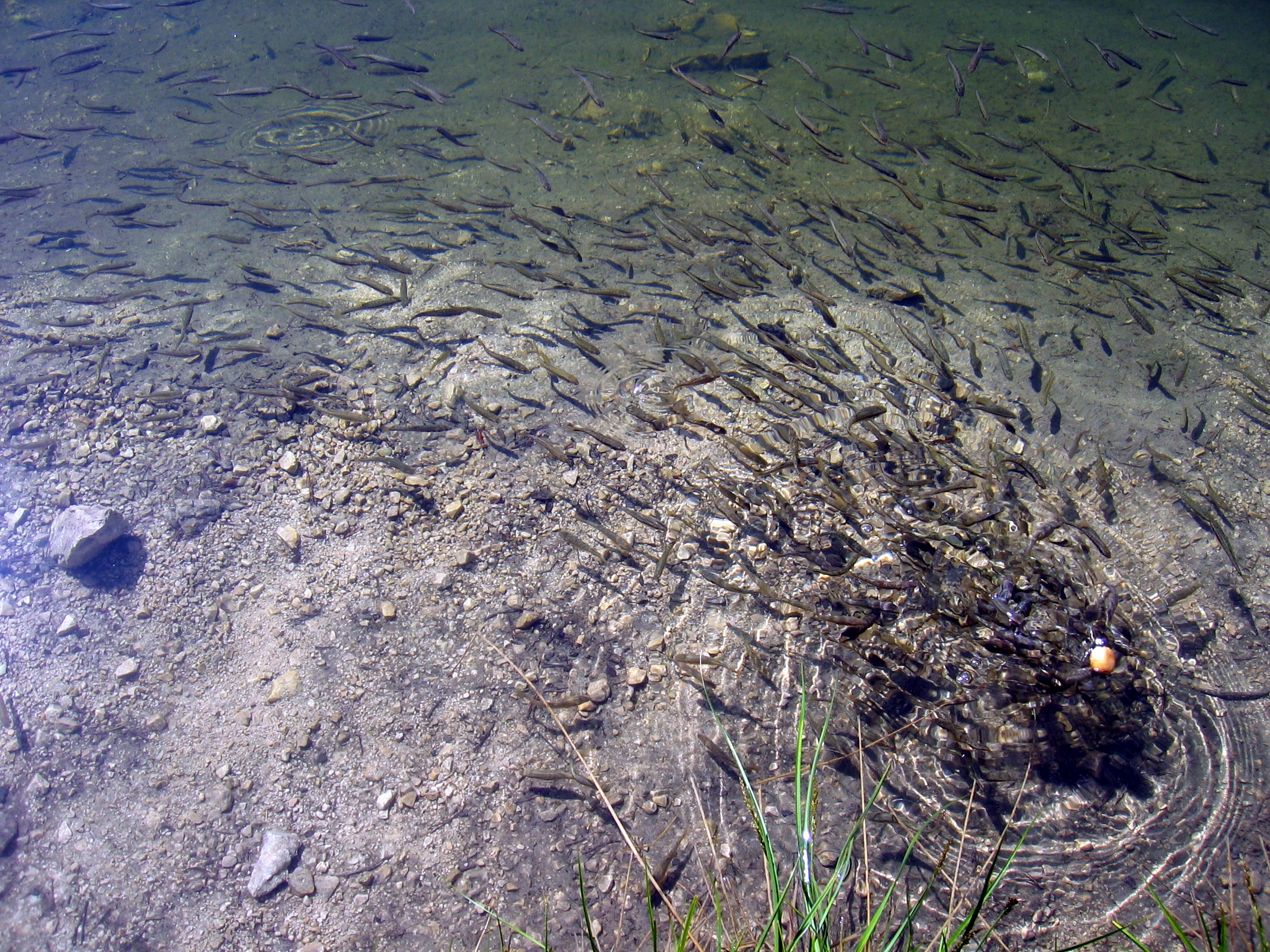
Elritzen im Wildensee, Schönberggruppe

Das Tote Gebirge ist reich an Wildarten. Besonders das östliche, karge Karstplateau der Prielgruppe ist für Gämsen (Rupicapra rupicapra) ein Rückzugsgebiet; die Tiere treten in hohen Dichten auf. Im Bereich von großen Almen finden Rothirsche (Cervus elaphus) gute Lebensbedingungen. Dort leben auch Rehe (Capreolus capreolus), wenn auch in geringerer Dichte. Von den Raubtieren (Carnivora) sind Hermelin (Mustela erminea) und Mauswiesel (Mustela nivalis) sowie Rotfuchs (Vulpes vulpes) vorhanden. Die Population des Braunbären (Ursus arctos) gilt seit 2011 als erloschen. Auch Schneehasen (Lepus timidus) leben im Gebiet.
Alpensalamander (Salamandra atra) und Bergmolch (Ichthyosaura alpestris) weisen im Toten Gebirge gute Bestände auf. In den tieferen Lagen kommt auch der Feuersalamander (Salamandra salamandra) vor. Die Gelbbauchunke (Bombina variegata) ist weit verbreitet, typische Lebensräume sind etwa Almflächen mit Weidetümpeln, wo sie oft gemeinsam mit dem Bergmolch auftritt. Auch die Erdkröte (Bufo bufo) und der Grasfrosch (Rana temporaria) steigen mit größeren Beständen bis zur Waldgrenze. Von den Reptilienarten ist die Bergeidechse (Zootoca vivipara) am häufigsten vertreten, aber auch die Blindschleiche (Anguis fragilis) ist bis in die hochmontane Zone weiter verbreitet. Besonders im Bereich der Almtümpel findet man oft die Ringelnatter (Natrix natrix), die vom Amphibienreichtum profitiert. Die Kreuzotter (Vipera berus) ist zwar weit verbreitet, aber nur sehr lokal häufiger.
Die Seen der Hochlagen wurden mit Seesaiblingen (Salvelinus umbla) besetzt. Diese bilden schlanke Hungerformen und kräftige Raubformen im gleichen See aus. Die Elritze (Phoxinus phoxinus) bildet im Wildensee und im Elmsee große Bestände.

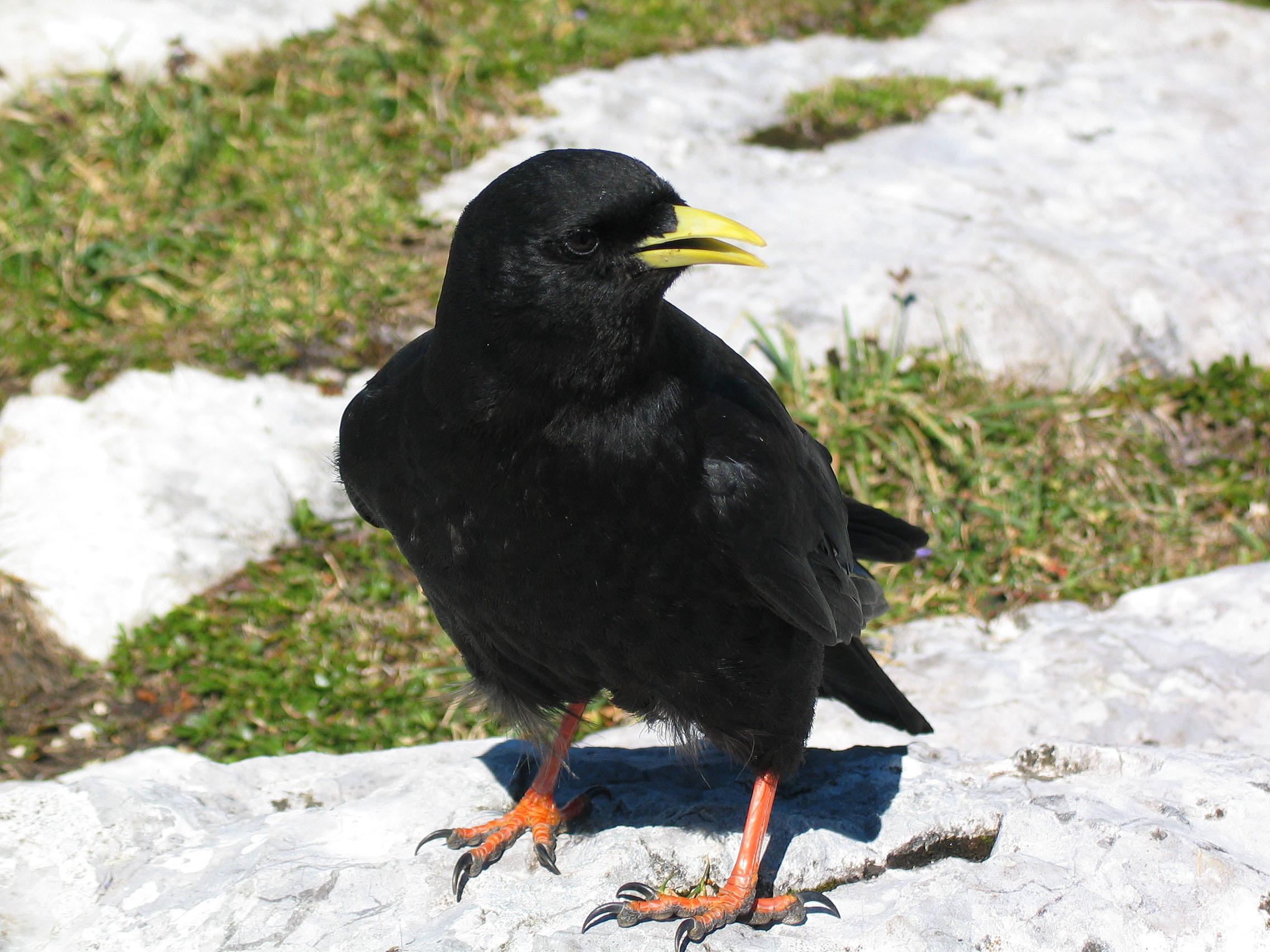
Alpendohle am Warscheneck

Alpendohlen (Pyrrhocorax graculus) und Kolkraben (Corvus corax) sind häufig anzutreffen. Mit Alpenschneehuhn (Lagopus muta), Birkhuhn (Lyrurus tetrix), Haselhuhn (Tetrastes bonasia) und Auerhuhn (Tetrao urogallus) sind vier Raufußhuhnarten im Gebiet heimisch. Alpenbraunellen (Prunella collaris) und Schneefink (Montifringilla nivalis) wurden ebenfalls nachgewiesen. Das Tote Gebirge ist auch Verbreitungsgebiet des Steinadlers (Aquila chrysaetos).
Der Pseudoskorpion Neobisium aueri wurde erst zu Beginn der 1960er Jahre aus dem Toten Gebirge beschrieben, wobei bis heute nur Funde in Höhlen des Toten Gebirges bekannt geworden sind. Diese endemische Art ist ein Tertiärrelikt, das in den Tiefen der Höhlen die Vergletscherung während der Eiszeiten überstand.

## Naturschutz

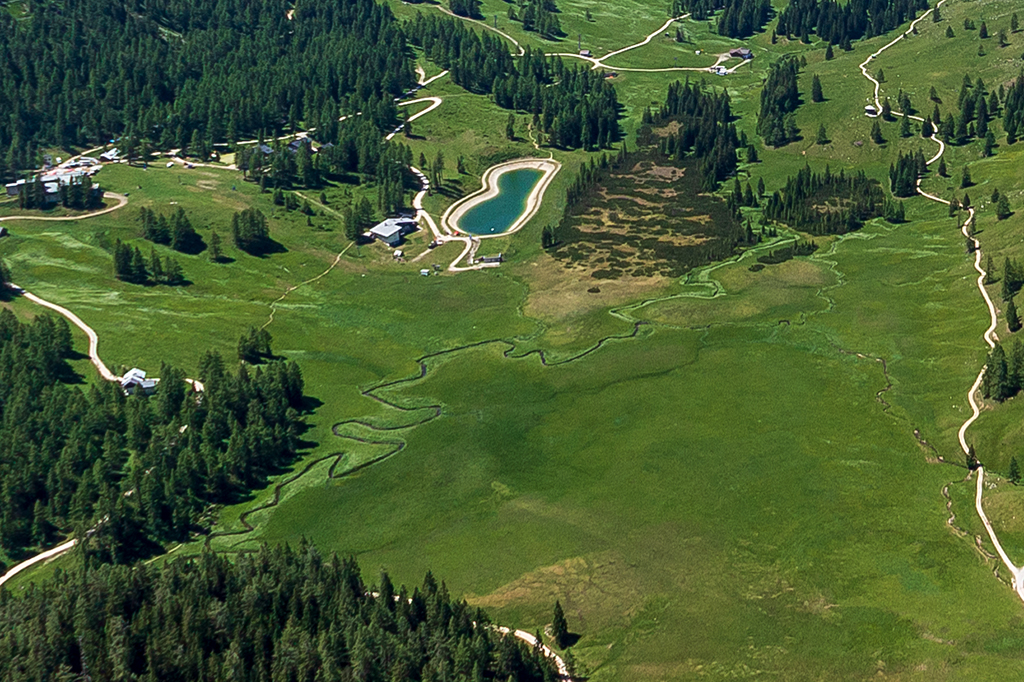
Das Hochmoor des Filzmoos auf der Wurzeralm grenzt direkt an den Speichersee im Skigebiet

Große Teile des Toten Gebirges stehen unter Naturschutz. 1991 wurden in der Steiermark der Bereich Totes Gebirge West (NSG-a16) mit 154,6 km² und Totes Gebirge Ost (NSG-a17) mit 78,17 km² als Naturschutzgebiete ausgewiesen. Die beiden Schutzgebiete decken einen Großteil des Toten Gebirges auf steirischer Seite ab und reichen bis an die Landesgrenze zu Oberösterreich.
2006 wurde das Europaschutzgebiet Totes Gebirge mit Altausseer See Europaschutzgebiet Nr. 35, etwas größer als die integrierten Naturschutzgebiete, gemäß FFH- und Vogelschutzrichtlinie als Teil des Netzwerks Natura 2000 verordnet.
In Oberösterreich sind große Teile der Warscheneckgruppe unter Naturschutz gestellt. Dort wurden zwischen 2000 und 2019 folgende Naturschutzgebiete verordnet: Warscheneck Nord (n134) mit 27 km², Warscheneck Süd-Purgstall-Brunnsteiner Kar (n110) mit 12 km², Warscheneck-Süd-Stubwies (n096) mit 767,6 ha und Warscheneck-Süd-Wurzeralm - Stubwies (n165) mit 817,13 ha. Seit 2020 ist ein 327 Hektar großer Bereich In der Röll gemäß der FFH-Richtlinie als Teil des Netzwerks Natura 2000 ausgewiesen.
Pläne, das Skigebiet Hinterstoder mit der Wurzeralm, anhand eines Skilifts auf den Toten Mann oder eines Tunnels durch das Warscheneck im Bereich bestehender Naturschutzgebiete, zu verbinden, wurden in der Bevölkerung und Politik kontroversiell diskutiert und schließlich aufgegeben. Seit 2020 Pläne bekannt wurden, das Skigebiet Hinterstoder mit einem ehemaligen Skigebiet in Vorderstoder zu verbinden, nehmen die unterschiedlichen Interessenvertreter erneut sehr unterschiedliche Standpunkte ein.

## Namenskunde

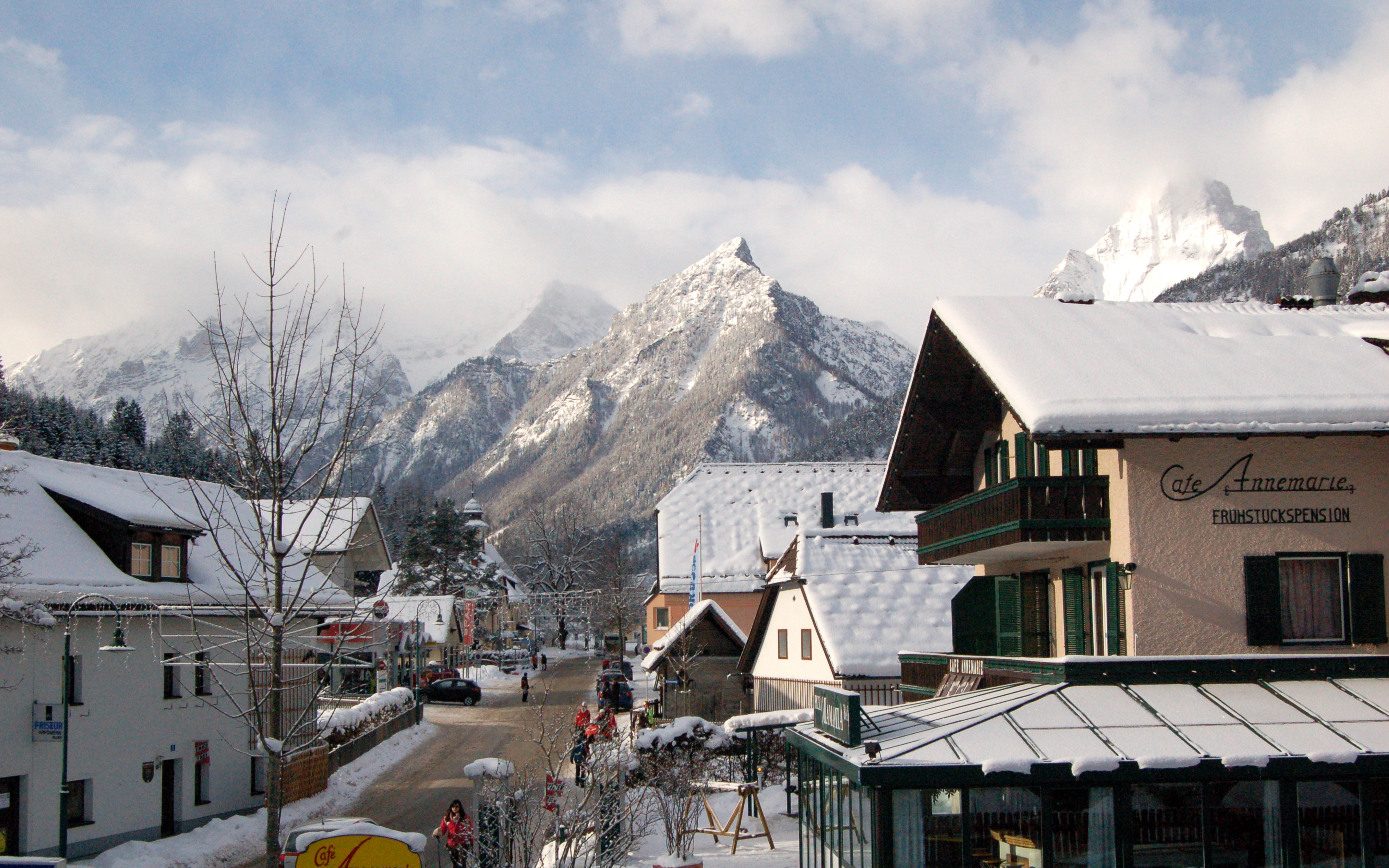
Der Name des Berges Ostrawitz (Bildmitte) in Hinterstoder leitet sich vom slawischen ostru, spitz ab

Der Name „Totes Gebirge“ bezog sich ursprünglich vor allem auf das östliche Zentralplateau südlich des Großen Priels. Dieser innerste Bereich wird wegen seiner Wasserlosigkeit durch Fehlen von Quellen oder oberirdischen Gerinnen und weitgehender Pflanzenarmut von den Einheimischen als „Boandlland“ (Bein- bzw. Knochenland) bezeichnet, in Anspielung auf die weißen Kalkbänke, im Volksmund „Stoabreda“ (Steinbretter) genannt, die wie Rippen aus der kahlen Landschaft herausragen. Geländenamen wie „s’Aufghackat“, Hochbrett oder Hochplattenkogel verweisen darauf. Zu Beginn des 19. Jahrhunderts war auch der Name „Freygebirg“ gebräuchlich, da in den entlegensten Karstgebieten die freie Jagd erlaubt oder wenigstens toleriert war. Ab der Mitte des 19. Jahrhunderts bis zum Anfang des 20. Jahrhunderts war auch die Schreibweise „To(d)tengebirge“ weit verbreitet.
Viele Flurnamen sind slawischen Ursprungs. Das südliche Oberösterreich und das Ennstal waren Siedlungsraum der Alpenslawen. Dort war der Stamm der Stoderaner (Stodoranci – von slawisch studor, seichtgründiger, karger Ackerboden) ansässig. Flurnamen wie das Stodertal, Toplitz (slawisch toplica, warmes Quellwasser) und insbesondere der höchste Berg des Toten Gebirges, der Große Priel (slawisch priela, Steinmasse), weisen noch darauf hin. Die Höhlen heißen Ofen, wie Gamsofen, Salzofen, Ofenkogel und Ofenlochkogel. Viele Bezeichnungen lassen sich durch die Almwirtschaft, wie etwa Schafbühel, Breitwiesen, Augstwiesen, Brunnwiesen und die Jagd (Hirschkar, Geiernest) erklären. Flurnamen wie Feuertal, Rote Kögel oder Rotgschirr beziehen sich auf das Vorkommen des rötlichen Hierlatzkalks.

## Bergsport

### Wandern

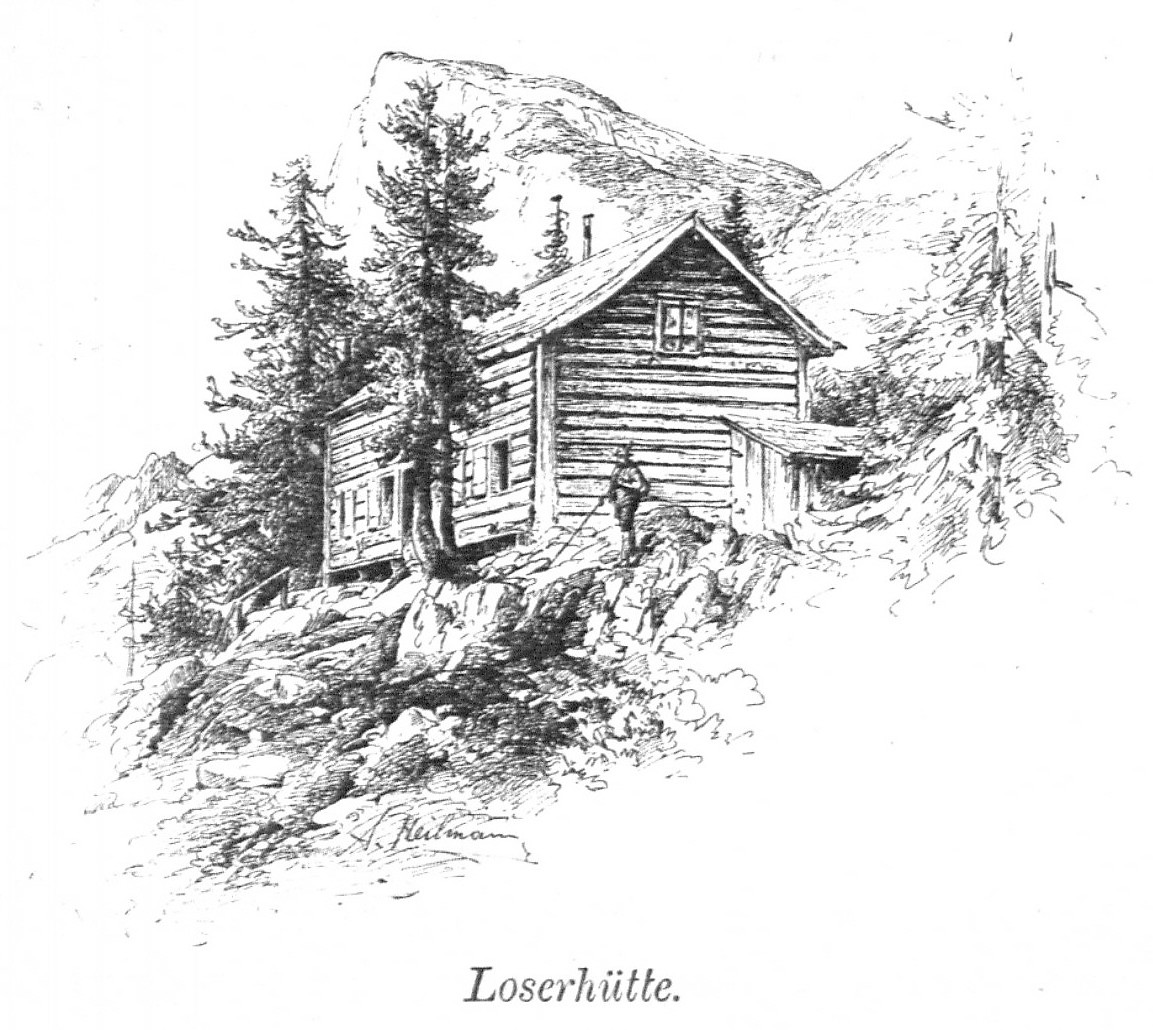
Die erste Loserhütte 1894

Einer der ersten Erschließer war Erzherzog Johann, der als Jäger und begeisterter Bergsteiger bereits 1810 eine mehrtägige Begehung des westlichen Toten Gebirges durchführte. Er reiste vom Grundlsee über die Lahngangseen zur Elmgrube, wo sich das Quartier befand. Von dort folgten Ausflüge auf das Hochbrett und den Rabenstein. Der berühmte Dachsteinforscher Friedrich Simony war auch im Toten Gebirge tätig, er veröffentlichte 1846 die erste wissenschaftliche Abhandlung des Gebiets. Der Alpinist und Geologe Georg Geyer war der bedeutendste Pionier der geologischen Erforschung des Toten Gebirges. Bereits als 21-Jähriger veröffentlichte er im Jahr 1878 seine 200-seitige Monographie Das Todte Gebirge. Geyer bestieg 1875 das Rotgschirr und 1879 den Schermberg erstmals touristisch. In den folgenden Jahrzehnten erforschte er von seiner Villa in Obertressen die Geologie des Gebiets und führte systematisch die Begehung und exakte Höhenbestimmung nahezu aller Gipfel durch. Dadurch fand das Tote Gebirge Beachtung beim 1862 gegründeten Österreichischen Alpenverein (ÖAV).
1874 erfolgte die Gründung der Sektion Aussee des ÖAV, die mit den ersten Markierungen der Wege und einer Suche nach einem geeigneten Platz für eine Schutzhütte begann. 1882 wurde am östlichen Ende der Augstalm auf 1498 m ü. A. mit der Loserhütte die erste Schutzhütte im Toten Gebirge eröffnet. In der Prielgruppe wurde 1884 das Karl-Krahl-Schutzhaus, das heutige Prielschutzhaus, eröffnet. In der Warscheneckgruppe errichtete 1894 die Sektion Windischgarsten des Österreichischen Touristenklubs die Dümlerhütte. Die höchsten Gipfel der Prielgruppe waren lange nur von Süden oder vom Stodertal im Osten erreichbar. Im Norden wirkten die ungünstige Verkehrslage und die riesigen Wälder von Großgrundbesitzern, die für die Jagd gesperrt waren, hemmend. 1920 konnte die erste Welser Hütte auf 1726 m ü. A. eröffnet werden. 1921 wurde eine Jagdhütte, das heutige Almtaler Haus, von der Baron Herringschen Forstverwaltung gepachtet. Um 1930 war die Erschließung des Gebiets weitgehend abgeschlossen.

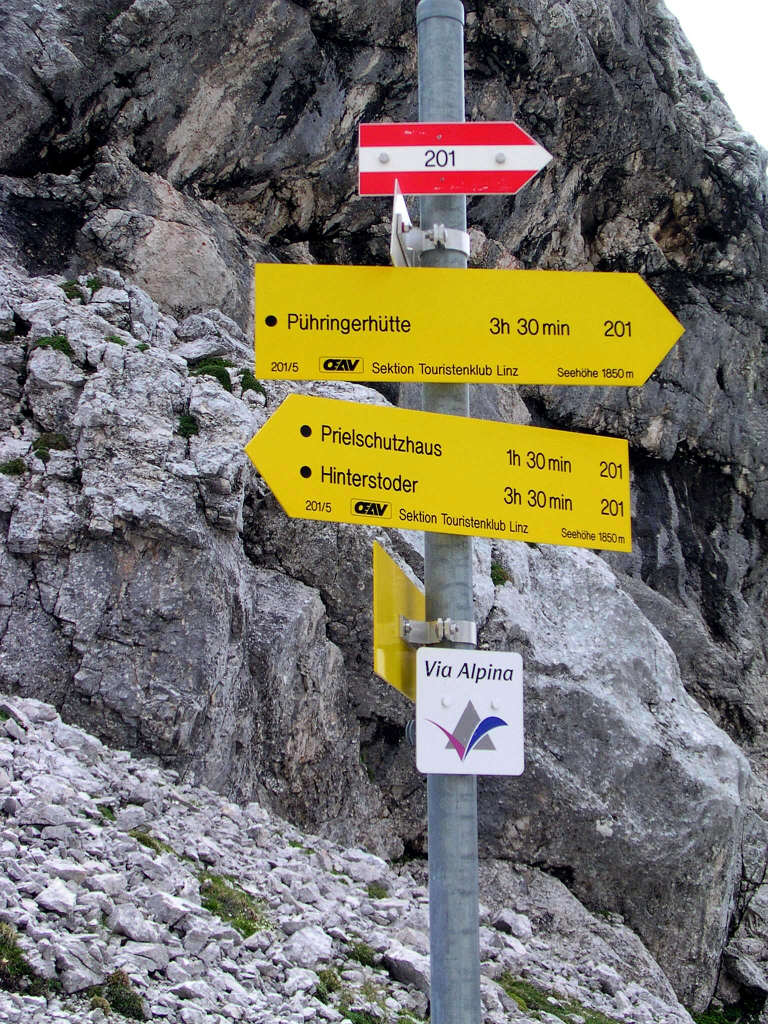
Beschilderung am Weg 201, Prielgruppe

Das markierte und beschilderte Wegenetz im Toten Gebirge wird großteils vom ÖAV gewartet. Der Weg 201 durchquert das Tote Gebirge von Ost nach West und hat beim Warscheneck seinen höchsten Punkt. Er ist Teil des Nordalpenwegs (Österreichischer Weitwanderweg 01), des Europäischen Fernwanderwegs E4 und des Violetten Wegs der Via Alpina. Wegverlauf: Spital am Pyhrn – Linzer Haus – Zellerhütte – Vorderstoder – Hinterstoder – Prielschutzhaus – Pühringerhütte – Albert-Appel-Haus – Loserhütte – Lambacher Hütte – Bad Goisern.
Seit 2020 ist mit dem Welser Höhenweg eine Durchquerung der Priel- und Schönberggruppe ausgewiesen. Der Wegverlauf ist großteils ident mit dem Weg 201, führt jedoch vom Albert-Appel-Haus über die Ischler Hütte nach Bad Ischl.
Der Salzsteigweg quert das Tote Gebirge von Hinterstoder zur Hochmölbinghütte.
Anstiege auf das Plateau gibt es von allen Himmelsrichtungen. Die bekanntesten sind:
- 212: Offensee – Rinnerhütte – Wildensee – Altaussee
- 213: Almsee – Pühringer Hütte – Gößl
- 215: Vom Almtaler Haus zur Welser Hütte
- 216: Von Hinterstoder über das Salzsteigjoch nach Tauplitz
- 218: Bad Mitterndorf – Tauplitzalm – Liezener Hütte – Linzerhaus – Dümlerhütte – Windischgarsten
- 235: Vom Grundlsee zum Albert-Appel-Haus

Im Toten Gebirge befinden sich viele Schutzhütten, die mehrheitlich vom Alpenverein betrieben werden. Überdies bieten Hütten der Naturfreunde, des Österreichischen Touristenklubs und auch private Unterkünfte Übernachtungsmöglichkeiten für Wanderer.
Schutzhütten des Toten Gebirges (Auswahl):
| Hütte                  | Höhe |
| ---------------------- | ---- |
| Ischler Hütte          | 1369 |
| Lambacher Hütte        | 1438 |
| Loserhütte             | 1498 |
| Ebenseer Hochkogelhaus | 1558 |
| Rinnerhütte            | 1473 |
| Wildenseehütte         | 1525 |

| Hütte             | Höhe |
| ----------------- | ---- |
| Albert-Appel-Haus | 1660 |
| Pühringerhütte    | 1638 |
| Almtaler Haus     | 0714 |
| Welser Hütte      | 1726 |
| Prielschutzhaus   | 1420 |
| Holl-Haus         | 1621 |

| Hütte            | Höhe |
| ---------------- | ---- |
| Hochmölbinghütte | 1684 |
| Liezener Hütte   | 1762 |
| Zellerhütte      | 1575 |
| Dümlerhütte      | 1495 |
| Linzer Haus      | 1371 |
| Spechtenseehütte | 1060 |

### Alpinismus

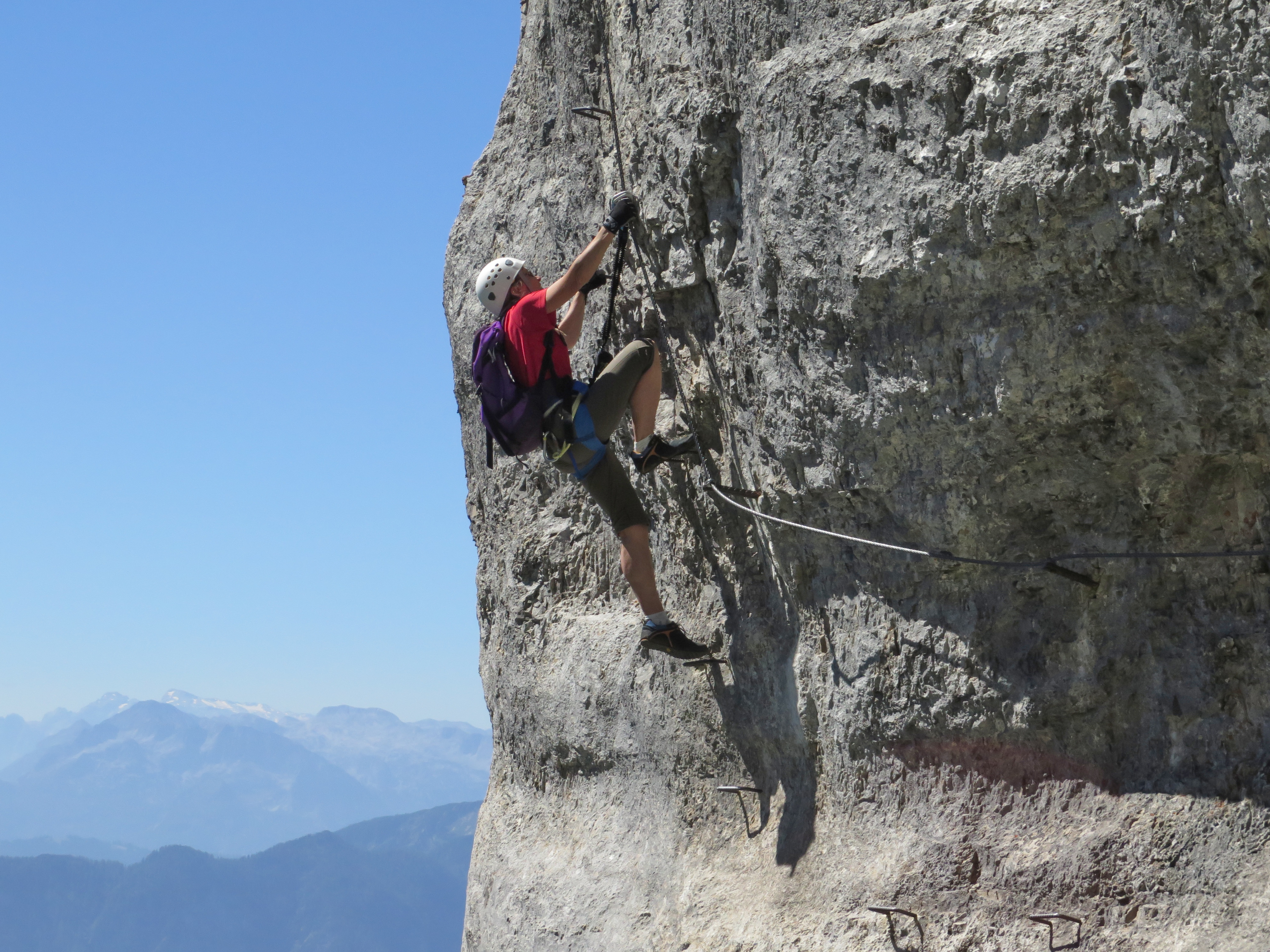
Alpinistin im Sissy-Klettersteig

Die klettertechnische Erschließung setzte etwa ab 1910 ein. Besonders in den großen Wänden der Spitzmauer, des Schermbergs und des Großen Priels gelangen erste Durchstiege. Heute gibt es, vor allem in den Klettergärten und Sportklettergebieten, viele Routen bis in den XI. Schwierigkeitsgrad. Im Toten Gebirge befinden sich mehrere Klettersteige und mit dem Bert-Rinesch-Klettersteig auf den Großen Priel, seit 2019 der längste Klettersteig Österreichs. Weitere bekannte Klettersteige sind der Stodertaler Klettersteig auf die Spitzmauer, der Tassilo-Klettersteig auf den Schermberg und der Loser-Panorama-Klettersteig „Sisi“ auf den Loser.

### Wintersport

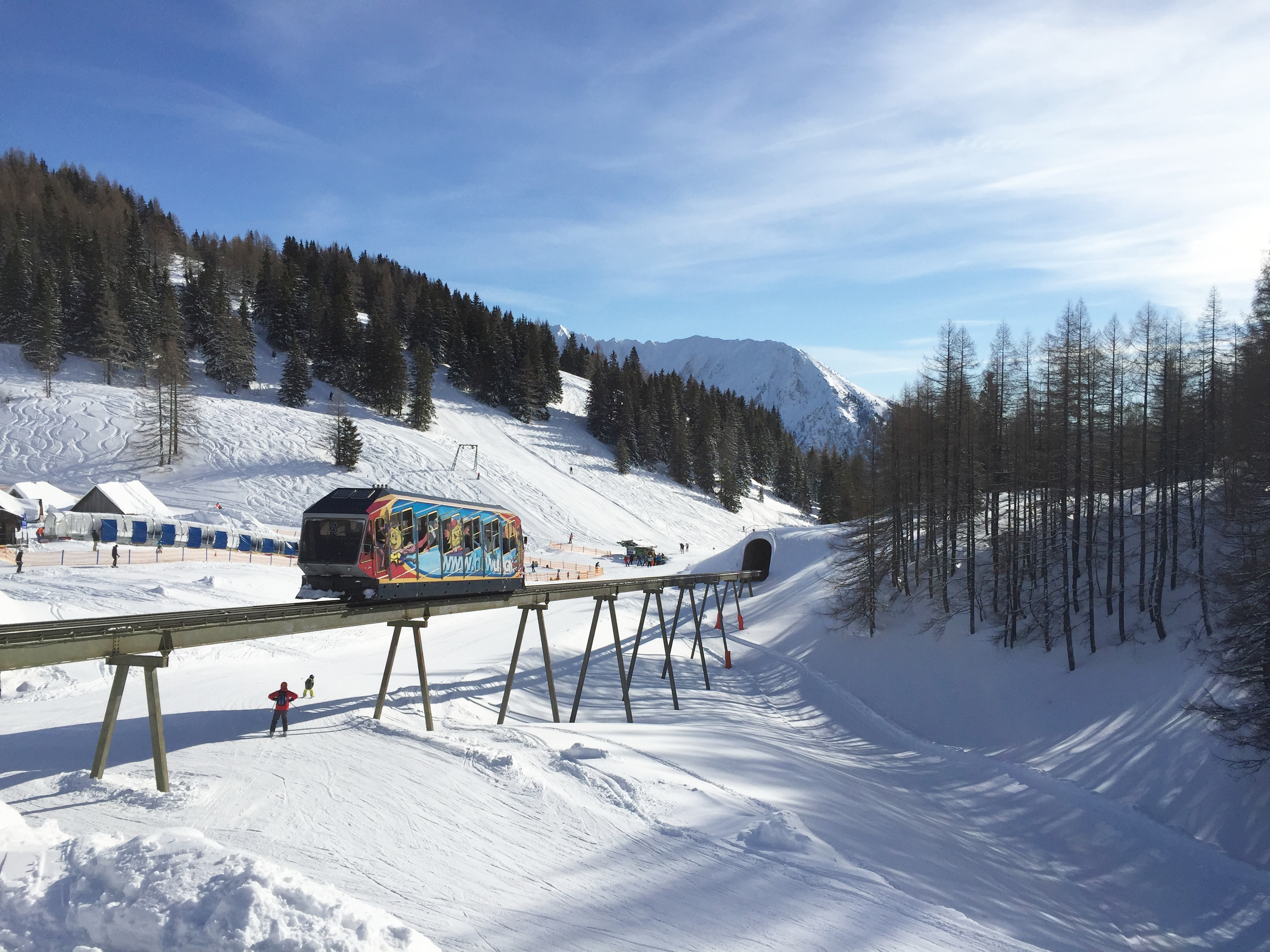
Standseilbahn Wurzeralm

Zu Beginn des 20. Jahrhunderts entwickelten sich Gemeinden am Südfuß des Toten Gebirges zu beliebten Wintersportgebieten. In Bad Aussee befand sich damals die größte Skisprungschanze Österreichs, auch am Poser in Bad Mitterndorf wurden Sprungbewerbe abgehalten. Im Jänner 1909 wurde ein erstes Wintersportfest abgehalten.
Im Toten Gebirge befinden sich heute vier Skigebiete. Im Skigebiet Loser/Altaussee stehen 8 Liftanlagen mit 35 km Piste zur Verfügung. Das Skigebiet Tauplitz / Bad Mitterndorf bietet 15 Liftanlagen mit 43 km Pisten. In Oberösterreich befinden sich die Skigebiete Hinterstoder-Höss, wo regelmäßig Abfahrten im Alpinen Skiweltcup stattfinden, und Wurzeralm, die 12 Liftanlagen mit 40 Pistenkilometern bzw. 6 Liftanlagen mit 22 Pistenkilometern bieten. Das Gebirge ist auch für Schneeschuh- und Skitouren geeignet. Die mit Wintermarkierungen versehene Durchquerung vom Loser bis zum Prielschutzhaus ist die längste Skitour in dem Gebiet.

## Wirtschaft

### Tourismus

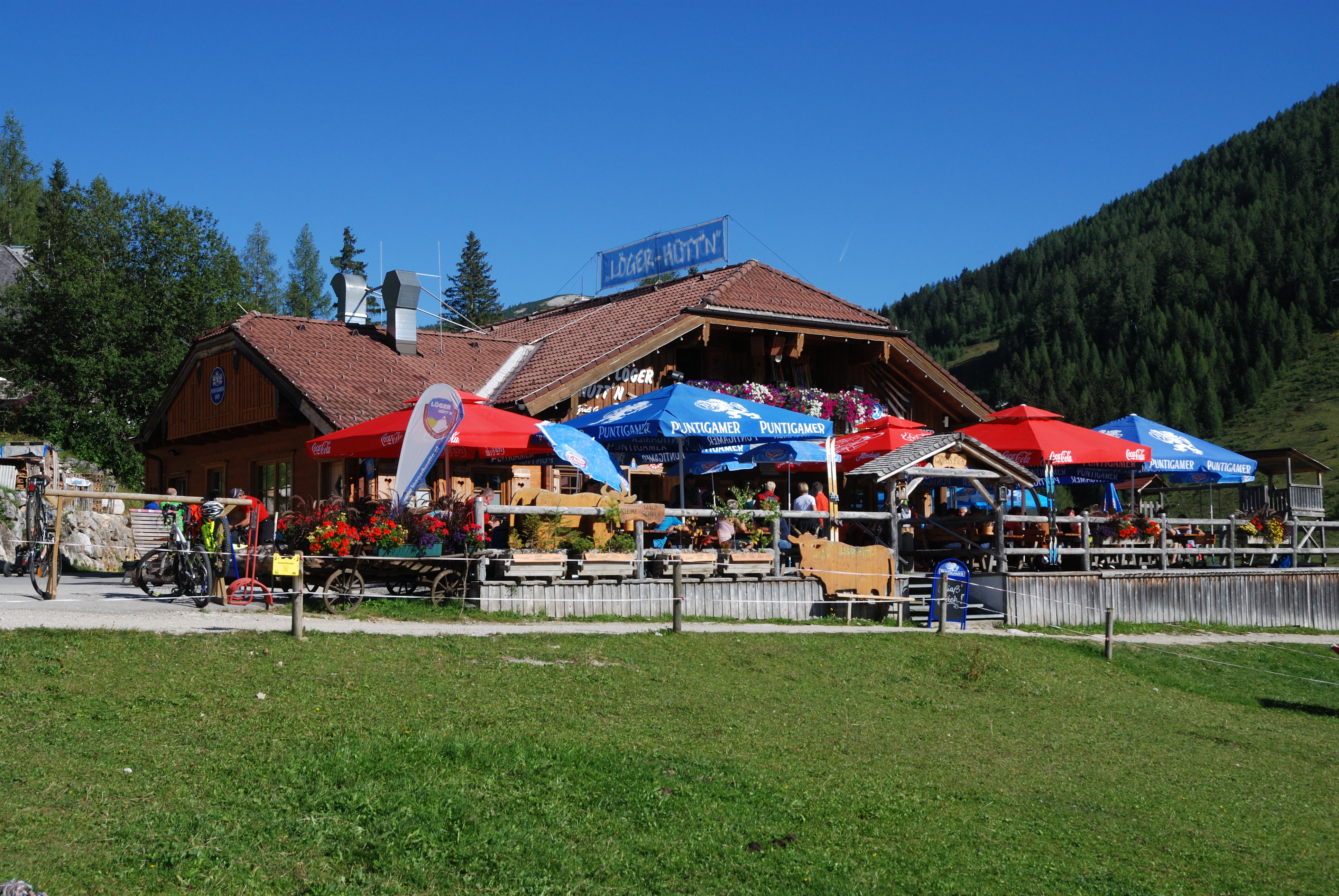
Sommerlicher Hochbetrieb im Skigebiet Hinterstoder-Höss

Winter- und Sommertourismus sind wichtige Wertschöpfungsquellen für die Wirtschaft in der Region. Der mehrgemeindige Tourismusverband Pyhrn-Priel umfasst 9 Gemeinden, Ebensee am Traunsee zählt zur Ferienregion Traunsee und Bad Goisern ist Teil des Tourismusverbands Inneres Salzkammergut. Bad Ischl und Grünau im Almtal verfügen über eingemeindige Tourismusverbände. In der Steiermark bilden die vier Gemeinden Altaussee, Bad Aussee, Grundlsee und Bad Mitterndorf den Tourismusverband Ausseerland–Salzkammergut. In der Pyhrn-Priel-Region zieht vor allem der Wintertourismus Gäste an. Die Gemeinde Hinterstoder verzeichnete in der Wintersaison 2005/06 etwa 86.000 Übernachtungen, im Vergleich dazu im Sommer 2006 nur etwa 51.700. Mit Ausnahme von Hinterstoder verzeichnen alle anderen Gemeinden im Sommer um etwa ein Drittel mehr Übernachtungen als im Winter. Eine Verschiebung zeigt sich auch im Spektrum der Gäste, so beträgt der Anteil inländischer Gäste im Sommer 70 %, im Winter hingegen 50 %. Im Vergleich zu den touristisch intensiven Jahren 1994 bis 1999 sind die Gästezahl der Tourismusregionen seither deutlich zurückgegangen. Spital am Pyhrn zum Beispiel verzeichnete 1995 insgesamt 168.323 Nächtigungen. Im Jahre 2006 waren es 111.262 Übernachtungen, was einem Rückgang von 34 Prozent entspricht.

### Landwirtschaft

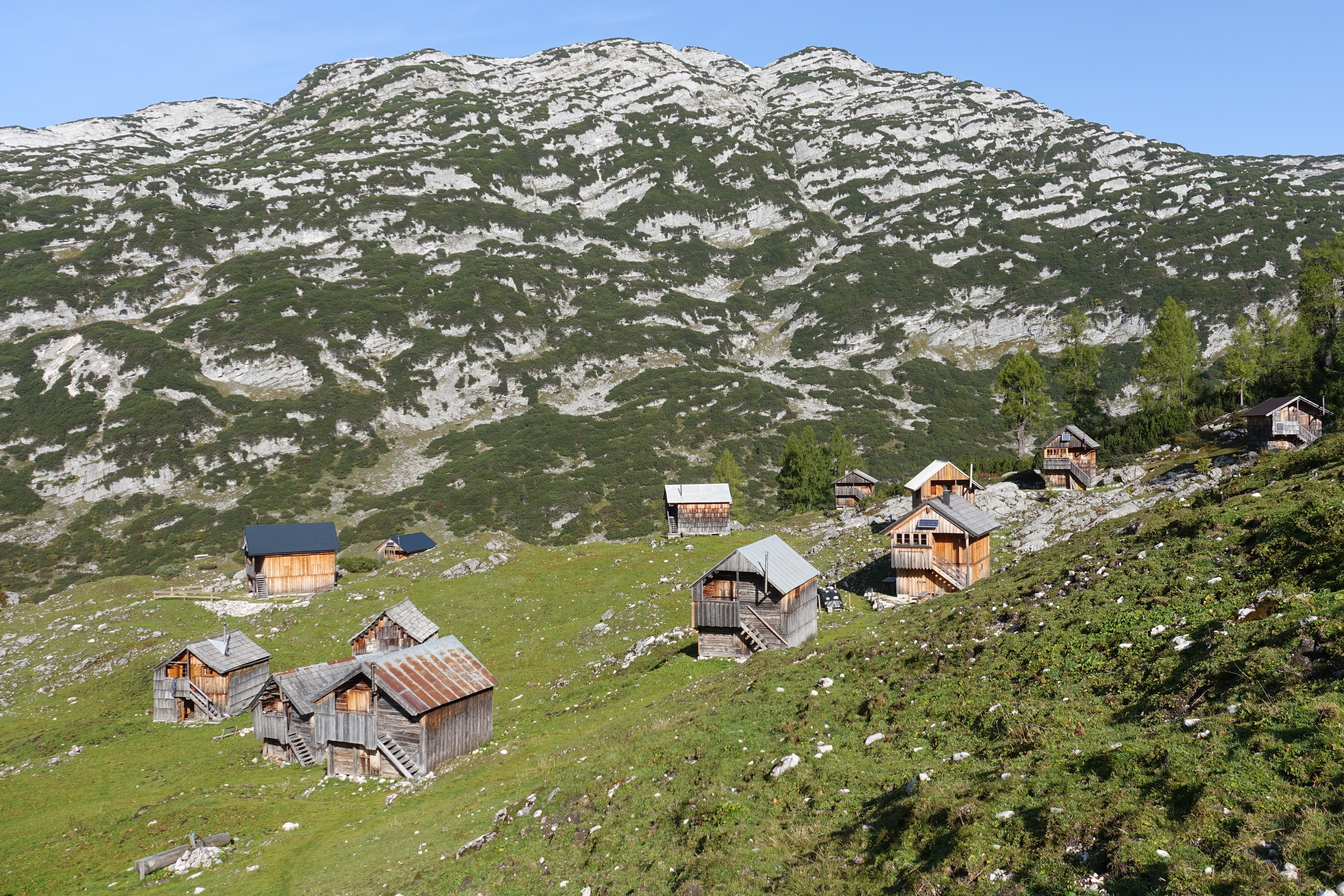
Hüttstatt der Augstwiesalm, Schönberggruppe

Die Landwirtschaft ist im Toten Gebirge bis auf wenige Ausnahmen auf die Weidenutzung der Almen beschränkt. Meistens werden auf Almen keine Milchkühe mehr gehalten, sondern ausschließlich Galtvieh. Auf den Almen werden Alpenfleckvieh (Kreuzungen zwischen Ennstaler Bergschecken, Pinzgauern und Simmentalern), Pinzgauer, Tiroler Grauvieh und seltener auch Schwarzbunte gehalten. In Zunahme begriffen ist auch die Haltung der urtümlichen und pflegeleichten Schottischen Hochlandrinder, wie etwa auf der Gameringalm oder der Wildenseealm. Selten werden auch Pferde und Schafe auf den Almen gehalten. Die Zahl und die Fläche der bewirtschafteten Almen waren im 19. Jahrhundert deutlich größer als heute. Bei einer Bestandsaufnahme von 1843 wurden für das Ausseerland 21 Niederalmen, 25 Hochalmen, Weiderechte für 2535 Rinder und 2349 Schafe sowie 532 Hütten angegeben. Zum Teil wird versucht, durch Almrevitalisierungen ehemalige Almflächen wieder nutzbar zu machen, wie im Falle der Spintriegel- und der Poppen-Alm bei Hinterstoder. Derzeit werden im oberösterreichischen Teil des Toten Gebirges 22 Almen mit etwa 720 Rindern bewirtschaftet. Im steirischen Salzkammergut werden von den 51 Almen 26 mit etwa 830 Rindern bewirtschaftet.
Typisch für die Almen im Salzkammergut ist die große Anzahl meist kleiner Hütten. Dies spiegelt die oft kleinen Hofgrößen und die große Zahl der Auftriebsberechtigten wider. Die dorfähnliche Ansammlung der Hütten wird Hüttstatt genannt. Um den Holzbedarf zu verringern, herrschten strenge Vorschriften für die Errichtung von Hütten. Die Dachneigung musste mindestens 45° betragen und die Hütten wurden zweistöckig erbaut. Im Erdgeschoß befindet sich der Stall für das Vieh und im ersten Stock der Wohnraum für die Almbewirtschafter. So wurde nur ein Dach für zwei Zwecke benötigt.

### Forstwirtschaft

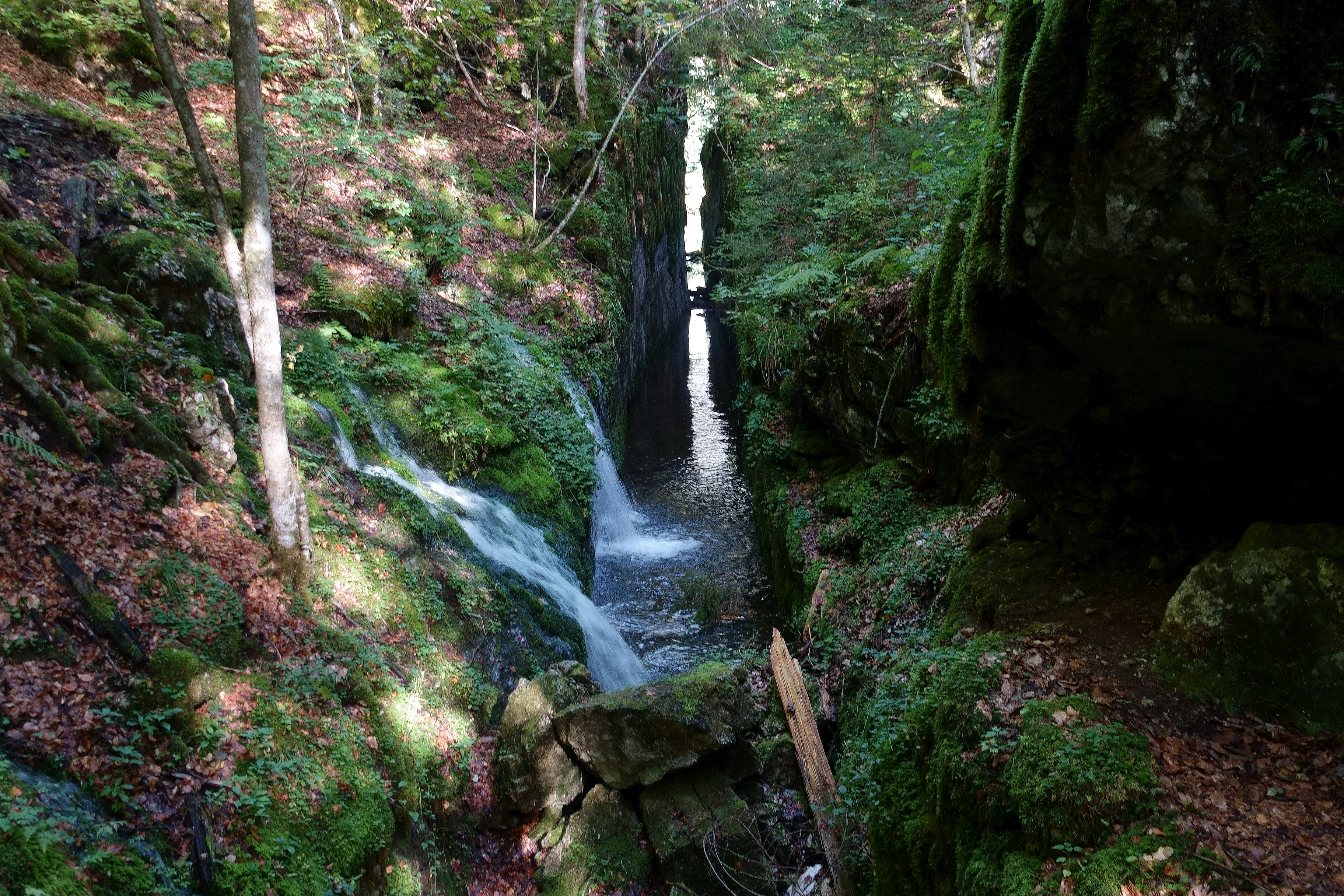
Triftkanal zwischen Kammersee und Toplitzsee

Die Wälder des Toten Gebirges, insbesondere des Salzkammerguts, sind durch jahrhundertelange intensive Bewirtschaftung geprägt. Treibende Kraft war lange Zeit die Salzgewinnung, die in Altaussee seit dem 12. Jahrhundert nachgewiesen ist. In den Sudpfannen wurden pro Woche rund 400 Raummeter Holz benötigt. Um bei diesem großen Bedarf die Wälder vor Raubbau zu schützen, wurde bereits 1523 die sogenannte Auseer Hallamtsordnung niedergeschrieben. Es wurden strenge Vorschriften für die Entnahme (Menge, Art und Standort) von Holz festgelegt. Insbesondere der Gewinnung von Fichten- und Tannenholz kam hohe Priorität zu, da nur dieses das notwendige großflammige und nicht zu heiße Feuer erzeugen konnte. Die Flammen des Buchenholzes waren dafür zu heiß und konnten den Pfannenboden beschädigen. Lärchen wurden für die Röhren der Soleleitungen benötigt. Mit der Errichtung der Saline in Ebensee am Traunsee 1604 wurde dann die gesamte Holzwirtschaft des Gebietes auf die Brennholzerzeugung für das Sudhaus ausgerichtet. Viele Täler wurden für den Holztransport erschlossen; ein ausgeklügeltes System von Klausen wurde angelegt. Im Rettenbachtal, wo heute die Soleleitung von Altaussee nach Bad Ischl verläuft, wurde Holz über die Landesgrenze hinweg getriftet. Teilweise wurden auch künstliche Gerinne errichtet. So wurde bereits 1549 ein 97 m langer, 2 m breiter und 6 m tiefer Kanal zwischen Kammersee und Toplitzsee fertiggestellt, um das Holz bis in die Traun zu befördern. 1877 ermöglichte die Inbetriebnahme der Salzkammergutbahn den Transport billiger Braunkohle aus den Revieren am Hausruck, was zur Einstellung des Holztransportes nach Ebensee führte.
Heutzutage ist der Großteil der Waldfläche im Besitz der Österreichischen Bundesforste. Die beiden Betriebe Inneres Salzkammergut und Steyrtal verwalten das westliche Tote Gebirge (Ebensee und Bad Ischl) sowie große Gebiete des Warschenecks. Das östliche Tote Gebirge und Teile des Warschenecks sind vor allem im Eigentum privater Großgrundbesitzer. Die größten Betriebe sind die Forstverwaltung der Stiftung Cumberland in Grünau, der Schaumburg-Lippsche Forstbetrieb in Steyrling, die Herzog von Württembergische Forstverwaltung in Hinterstoder und die Ullersperger’sche Forstverwaltung.

### Jagd

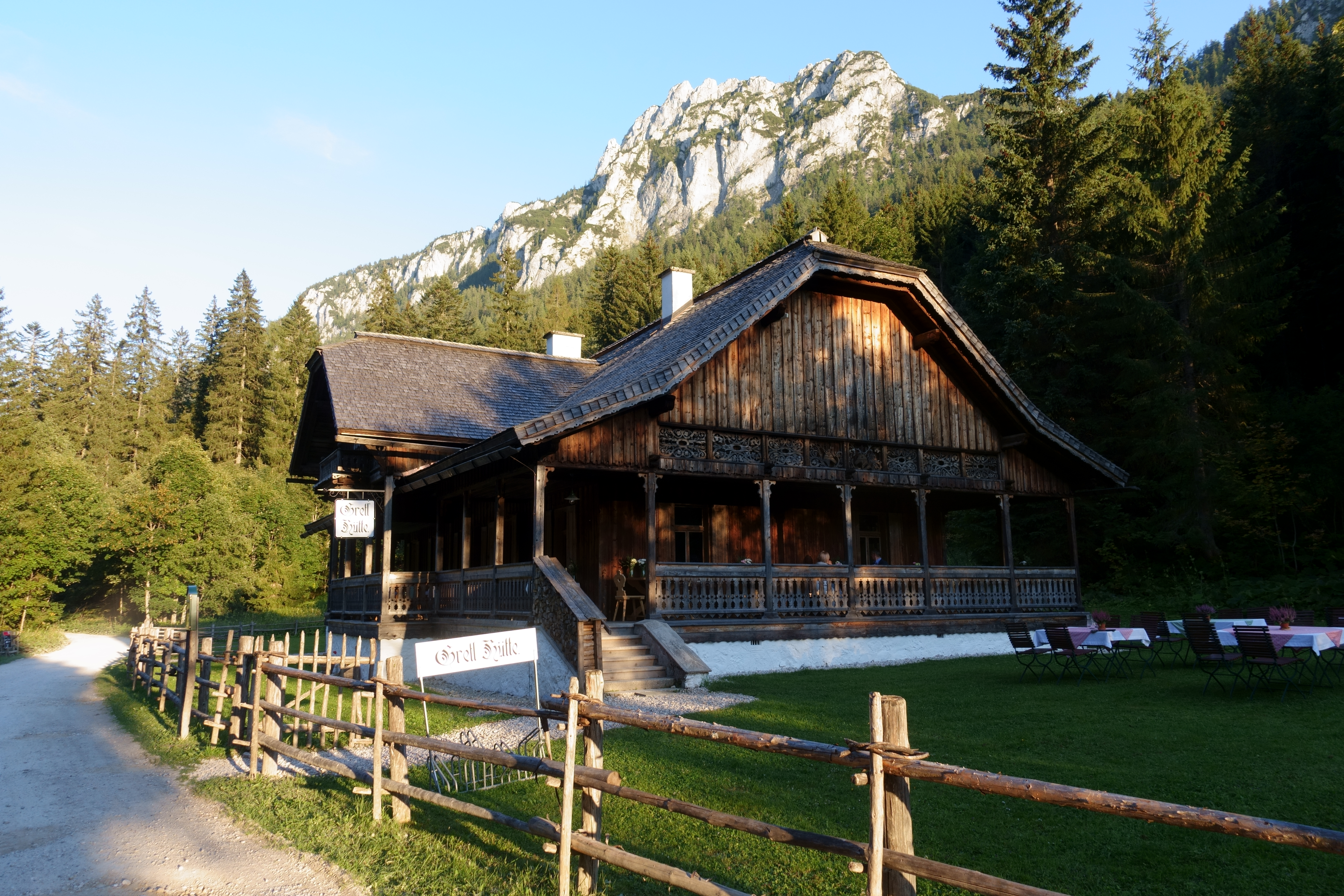
Die Gretlhütte wurde 1906 von Erzherzog Friedrich erbaut und war das Zentrum des großräumigen Jagdreviers an der Tauplitz.

Die vorherrschenden Wildarten im Toten Gebirge sind Rehwild, Rotwild und Gamswild. Bevor die Salinen mit Kohle betrieben wurden, ließ die intensive Schlägerung der Wälder keine großen Bestände an Reh- und Rotwild zu. Das Raubwild wurde intensiv gejagt. Zur Mitte des 18. Jahrhunderts war der Luchs ausgerottet, zu Anfang des 19. Jahrhunderts der Bär. Sehr begehrt war jedoch die Gamsjagd, die  in den landesfürstlichen Ausseer Revieren nur von wenigen Befugten durchgeführt werden durfte. Zu den Befugten zählten etwa Salinenbeamte, die auch Wildbret als Deputatlohn erhielten. Anlässlich einer Jagd im Toten Gebirge kam 1858 das deutsche Fürstenpaar Hohenlohe erstmals nach Altaussee. Marie zu Hohenlohe-Schillingsfürst war eine begeisterte Jägerin, die rund vier Jahrzehnte lang die Jagd im Gebiet prägte. Sie pachtete Reviere und ließ etliche Jagdhäuser errichten. Erster privater Jagdherr im Grundlseer Revier war Graf Koloman Hunyadi, ihm folgten Ferdinand Bonaventura Kinsky von Wchinitz und Tettau und Reichsgraf Franz-Eugen von Kesselstatt. Heute verfügen die Österreichischen Bundesforste und private Forstverwaltungen über Eigenjagden und vergeben einen Großteil ihrer Jagdreviere an externe Jagdpächter. Besonders bei den Großgrundbesitzern in den Gemeinden Grünau im Almtal, Steyerling und Hinterstoder genießt die Jagd heute einen sehr hohen Stellenwert. 2010 gelangte Baron Ernst Wilhelm Ferdinand von Baumbach durch den Kauf der ALWA Güter- und Vermögensverwaltungs GmbH in den Besitz von 29.500 Hektar Land, das große Teile des Gemeindegebiets von Bad Mitterndorf umfasst. Die Jagd im südlichen Toten Gebirge hat dort ebenfalls einen hohen Stellenwert.

### Bergbau

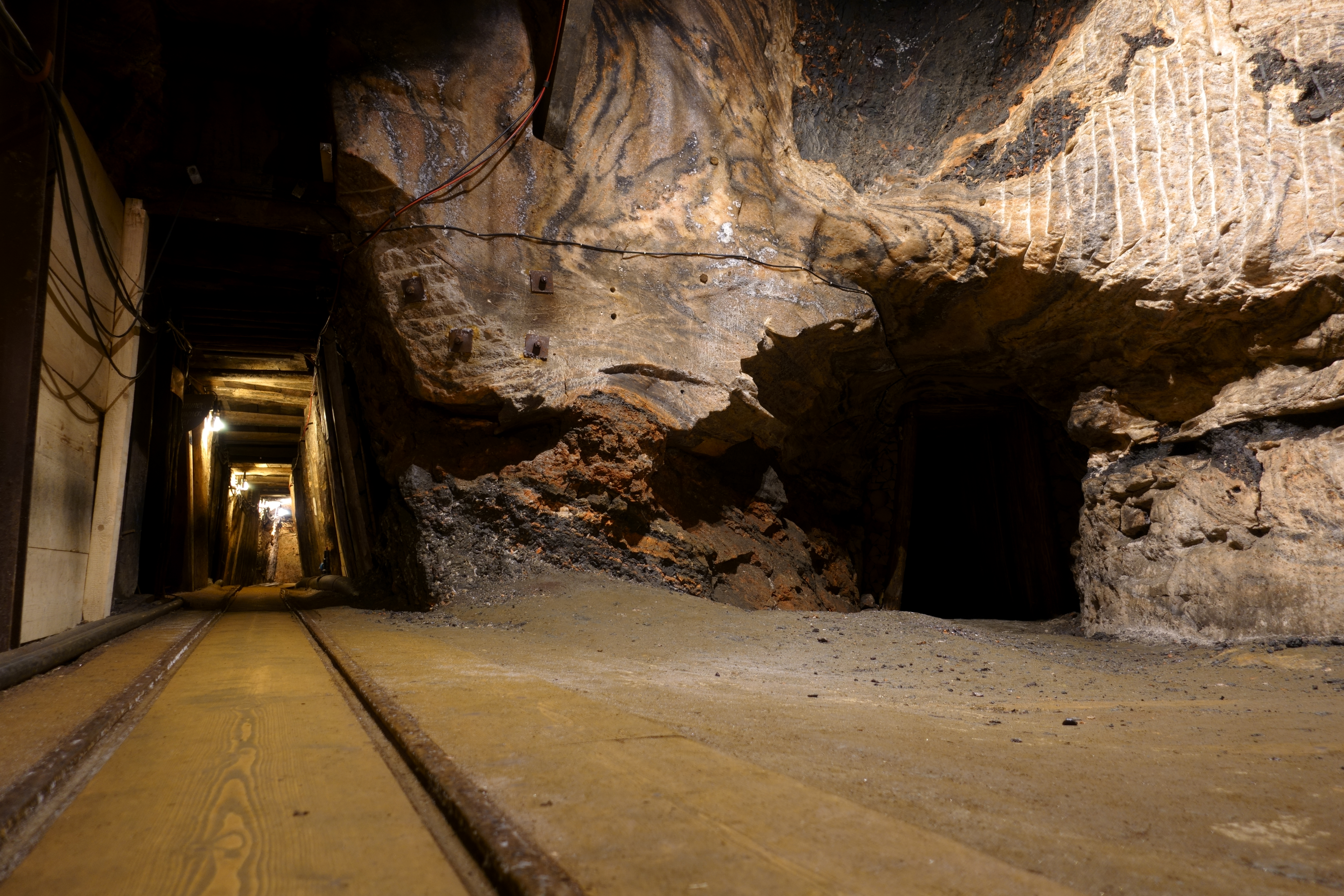
Stollen im Salzbergwerk Altaussee mit plastisch verformtem Rotsalz

Im Sandling bei Altaussee befindet sich das Salzbergwerk Altaussee. Es ist die größte Salzgewinnungsstätte Österreichs und wird von der Salinen Austria AG betrieben.
Am Südostufer des Grundlsees befindet sich der Gips- und Anhydrit-Etagentagebau Wienern. Die Firma Saint-Gobain Rigips Austria betreibt den Abbau dieser größten Gipslagerstätte der Ostalpen und auch das moderne Gipskartonplattenwerk in Bad Aussee-Unterkainisch. Vom Tagebau führt eine 8,4 km lange Materialseilbahn zum Werk. Bei der Hintersteineralm in der Nähe des Pyhrnpasses befindet sich ein ehemaliger Gips-Etagentagebau. Die Knauf Gruppe musste den Abbau wegen Erschöpfung der Lager 2010 einstellen.
In der Nähe des Nordportals des Bosrucktunnels befindet sich ein Kalksteinbruch der Firma Bernegger. Der dort gewonnene Dachsteinkalk wird zur Herstellung von Beton verwendet.

### Trinkwassernutzung
Das Tote Gebirge zählt zu den größten und wasserreichsten Karstmassiven Österreichs. Die umliegenden Gemeinden beziehen ihr Trinkwasser zum Teil oder zur Gänze aus den offenen und verdeckten Karstquellen oder aus den karstwassergespeisten Grundwasserkörpern der angrenzenden Talungen. Zum Schutz und zur Erhaltung dieser bedeutenden Wasservorkommen wurde das gesamte Tote Gebirge 1984 als Wasserschongebiet ausgewiesen. Hüttensiedlungen wie zum Beispiel auf der Wurzeralm sind über lange Abwasserleitungen ans Kanalsystem der jeweiligen Gemeinde angeschlossen.

## Siedlungen

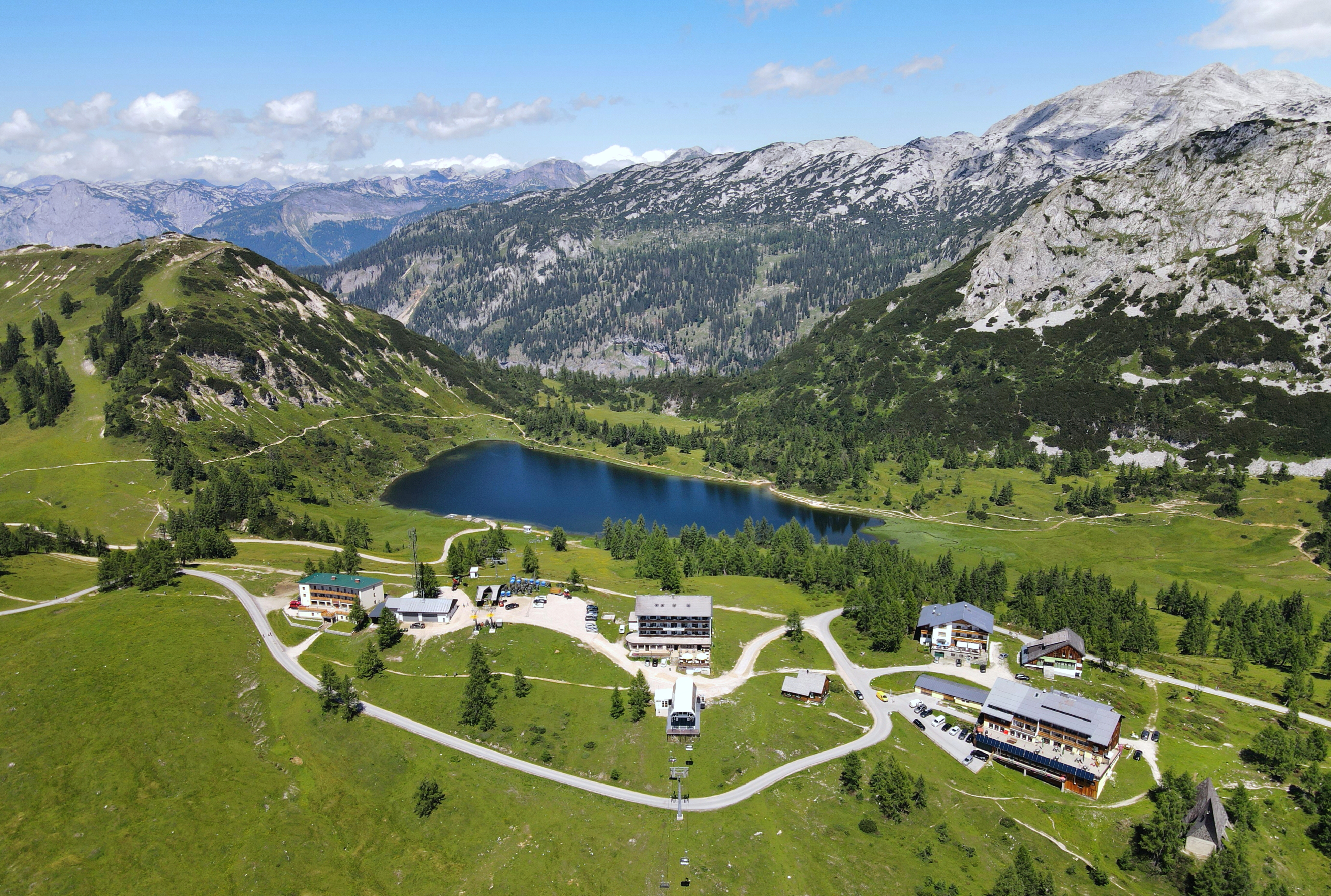
Zentrum der Tauplitzalm

Die Hochlagen des Toten Gebirges liegen großteils außerhalb des Dauersiedlungsraumes, die Besiedlung beschränkt sich daher auf wenige isolierte Berghöfe, Almen und Berghütten. Die Namen der entlegenen Einzelhöfe enden oft mit -reith oder -reuth und erinnern an die Rodung des Bergwaldes im Zuge der Erschließung des Gebirges. In den Wintersportgebieten bilden Hütten, Hotels und andere Bauten eine Art moderne Streusiedlung im Hochgebirge. Insbesondere auf der Tauplitzalm (1600 m ü. A.) existiert eine ausgeprägte touristische Infrastruktur. Seit 1963 steht hier außerdem die katholische Filialkirche Heiligste Dreifaltigkeit.

## Das Tote Gebirge in Kunst und Literatur

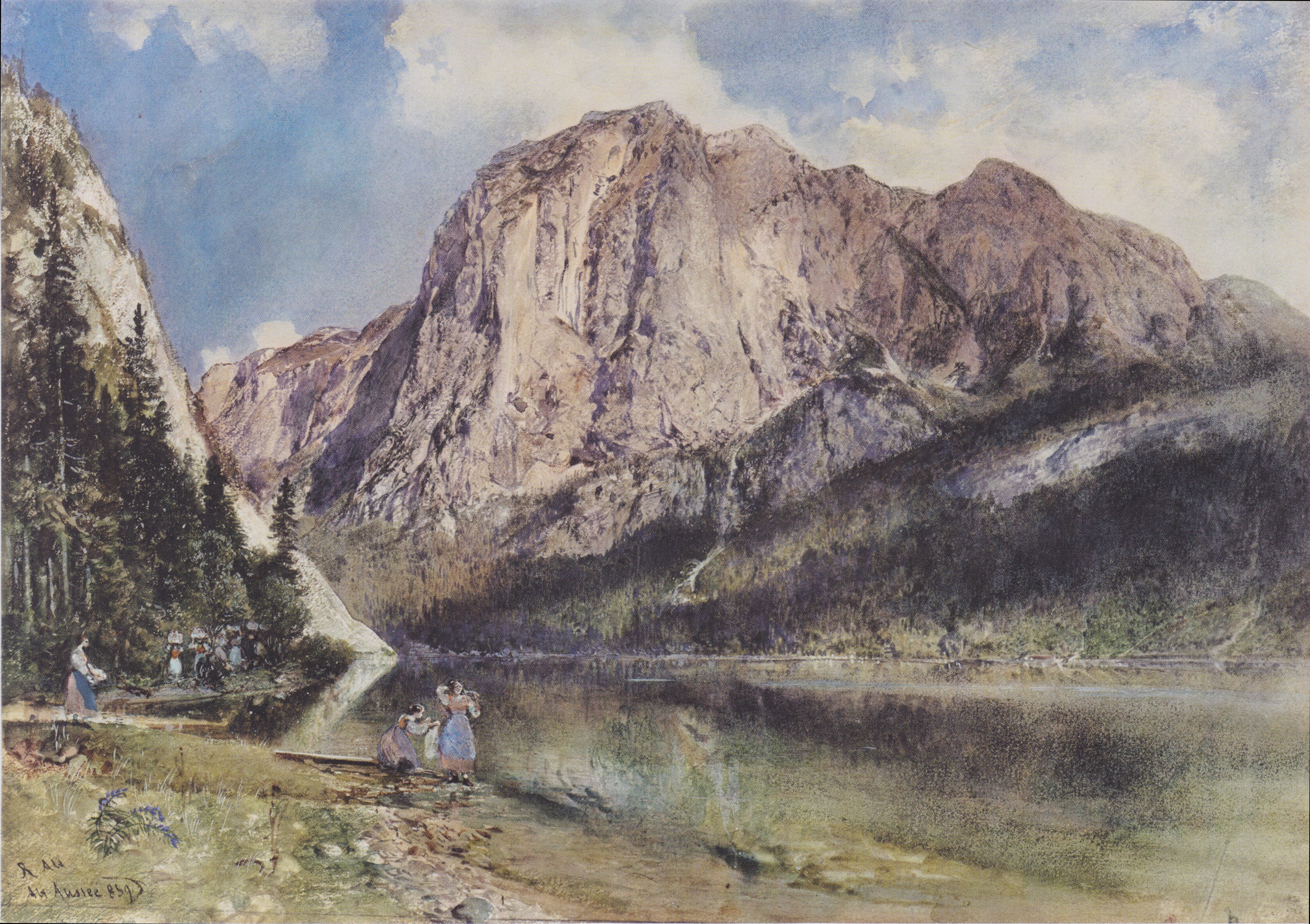
Rudolf von Alt: Altausseer See mit Trisselwand, 1839

In der Biedermeierzeit kamen Landschaftsmaler in das Salzkammergut und ins Tote Gebirge. Rudolf von Alt, Friedrich Loos und Ferdinand Georg Waldmüller schufen Werke, die das Tote Gebirge und dessen Umgebung zeigen. Vor allem Ansichten des Altausseer Sees und die Aussicht von der Hütteneckalm waren beliebte Motive. Der englische Alpenmaler und Bergsteiger Edward Theodore Compton hielt sich zu Beginn des 20. Jahrhunderts nachweislich 14-mal in Hinterstoder auf. Bei seinen Besuchen schuf er viele Aquarelle und Ölbilder aus der Stodertaler Bergwelt. Eine kleine Auswahl seiner Werke kann im Ausstellungshaus Alpineum in Hinterstoder besichtigt werden.
Im Sommer 1834 überquerte Adalbert Stifter das Tote Gebirge vom Almsee nach Altaussee. Seine Wanderung verarbeitete er in seinem Werk Liebfrauenschuh. Kaiserin Elisabeth wanderte 1888 vom Offensee zur Elmgrube. Sie schrieb ihre Erlebnisse im Gedicht Der längste Tag nieder. Ab der Mitte des 19. Jahrhunderts entwickelte sich Altaussee zu einer „Heimat der Schriftsteller“. Der Einfluss des Ausseerlandes mit dem Toten Gebirge ist im Literaturmuseum Altaussee dokumentiert.

## Karten
- Alpenvereinskarte Bl. 15/1 (Totes Gebirge – West), 1:25.000; Österreichischer Alpenverein 2014; ISBN 978-3-928777-29-2.
- Alpenvereinskarte Bl. 15/2 (Totes Gebirge – Mitte), 1:25.000; Österreichischer Alpenverein 2008; ISBN 978-3-928777-31-5.
- Alpenvereinskarte Bl. 15/3 (Totes Gebirge – Ost), 1:25.000; Österreichischer Alpenverein 2010; ISBN 978-3-928777-33-9.